# Hokejowa Liga Mistrzów (2022/2023)
Hokejowa Liga Mistrzów 2022/2023 dziewiąta edycja europejskiego, klubowego turnieju hokeja na lodzie, rozgrywanego pod patronatem IIHF. Przeznaczony dla najlepszych męskich hokejowych drużyn klubowych (zajmujących czołowe miejsca w europejskich ligach krajowych). Są to najbardziej prestiżowe klubowe zmagania hokejowe w Europie.
Uczestniczyły w niej 32 kluby podzielone na 8 czterozespołowych grup. Rozgrywki trwały od 1 września 2022 do 18 lutego 2023 roku. Po raz pierwszy w rozgrywkach wystąpiły dwie drużyny z Polski. Były nimi: mistrz kraju z sezonu 2021/2022 – GKS Katowice, oraz zwycięzca Pucharu Kontynentalnego Cracovia.
W związku z aktualną sytuacją polityczną na Białorusi, drużyny z tego kraju zostały wykluczone przez organizatora rozgrywek, natomiast ukraińska drużyna Donbas Donieck w związku z inwazją Rosji na Ukrainę nie przystąpiła do zmagań. Wobec czego jej miejsce zajął mistrz Słowenii Olimpija Lublana, która zadebiutowała w hokejowej lidze mistrzów.

## Uczestnicy

### Warunki gry w HLM
W rozgrywkach uczestniczły 32 zespoły z 13 państw. Drużyny zostały podzielone 4 koszyki spośród których rozlosowano osiem 4-zespołowych grup. Wymogiem uczestnictwa w tegorocznej edycji HLM było spełnienie jednego z siedmiu warunków:
1. Mistrzostwo Ligi Mistrzów 2021/2022
2. Mistrzostwo kraju
3. Zwycięstwo w sezonie zasadniczym
4. Wicemistrzostwo sezonu zasadniczego
5. Trzecie miejsce w sezonie zasadniczym
6. Czwarte miejsce w sezonie zasadniczym
7. Piąte miejsce w sezonie zasadniczym

### Drużyny
| Drużyna                   | Miasto          | Liga                                    | Kwalifikacja                                |
| ------------------------- | --------------- | --------------------------------------- | ------------------------------------------- |
| Rögle BK                  | Ängelholm       | Svenska hockeyligan                     | zwycięzca HLM 2021/2022                     |
| Färjestad BK              | Karlstad        | Svenska hockeyligan                     | mistrz kraju                                |
| Luleå HF                  | Luleå           | Svenska hockeyligan                     | wicemistrz sezonu zasadniczego              |
| Skellefteå AIK            | Skellefteå      | Svenska hockeyligan                     | trzecie miejsce w sezonie zasadniczym       |
| Frölunda HC               | Göteborg        | Svenska hockeyligan                     | czwarte miejsce w sezonie zasadniczym       |
| EV Zug                    | Zug             | National League                         | mistrz kraju                                |
| HC Fribourg-Gottéron      | Fryburg         | National League                         | wicemistrz sezonu zasadniczego              |
| ZSC Lions                 | Zurych          | National League                         | trzecie miejsce sezonu zasadniczego         |
| Rapperswil-Jona Lakers    | Rapperswil-Jona | National League                         | czwarte miejsce sezonu zasadniczego         |
| HC Davos                  | Davos           | National League                         | piąte miejsce sezonu zasadniczego           |
| Tappara                   | Tampere         | Liiga                                   | mistrz kraju                                |
| Jukurit                   | Mikkeli         | Liiga                                   | wicemistrz sezonu zasadniczego              |
| Ilves                     | Tampere         | Liiga                                   | trzecie miejsce sezonu zasadniczego         |
| TPS                       | Turku           | Liiga                                   | czwarte miejsce sezonu zasadniczego         |
| Eisbären Berlin           | Berlin          | Deutsche Eishockey Liga                 | mistrz kraju                                |
| EHC Red Bull Monachium    | Monachium       | Deutsche Eishockey Liga                 | wicemistrz sezonu zasadniczego              |
| Grizzlys Wolfsburg        | Wolfsburg       | Deutsche Eishockey Liga                 | trzecie miejsce sezonu zasadniczego         |
| Straubing Tigers          | Straubing       | Deutsche Eishockey Liga                 | czwarte miejsce sezonu zasadniczego         |
| HC Oceláři Trzyniec       | Trzyniec        | Tipsport Ekstraliga                     | mistrz kraju                                |
| Mountfield Hradec Králové | Hradec Králové  | Tipsport Ekstraliga                     | mistrz sezonu zasadniczego                  |
| Sparta Praga              | Praga           | Tipsport Ekstraliga                     | trzecie miejsce sezonu zasadniczego         |
| EC Red Bull Salzburg      | Salzburg        | Österreichische Eishockey-Liga          | mistrz kraju                                |
| Villach SV                | Villach         | Österreichische Eishockey-Liga          | wicemistrz sezonu zasadniczego              |
| Fehérvár AV19             | Székesfehérvár  | Österreichische Eishockey-Liga          | trzecie miejsce sezonu zasadniczego         |
| Belfast Giants            | Belfast         | Elite Ice Hockey League                 | zwycięzca sezonu zasadniczego 2021/2022     |
| Brûleurs de Loups         | Grenoble        | Ligue Magnus                            | mistrz kraju                                |
| Stavanger Oilers          | Stavanger       | GET-ligaen                              | mistrz kraju                                |
| GKS Katowice              | Katowice        | Polska Hokej Liga                       | mistrz kraju                                |
| Aalborg Pirates           | Aalborg         | Metal Ligaen                            | mistrz kraju                                |
| Slovan Bratysława         | Bratysława      | Ekstraliga słowacka w hokeju na lodzie  | mistrz kraju                                |
| Cracovia                  | Kraków          | Polska Hokej Liga                       | zwycięzca Pucharu Kontynentalnego 2021/2022 |
| Olimpija Lublana          | Lublana         | Ekstraliga słoweńska w hokeju na lodzie | dzika karta                                 |

## Terminarz
| Faza           | Runda        | Pierwszy mecz                         | Drugi mecz                            |
| -------------- | ------------ | ------------------------------------- | ------------------------------------- |
| Faza grupowa   | Faza grupowa | od 1 września do 12 października 2022 | od 1 września do 12 października 2022 |
| Faza pucharowa | 1/8 finału   | 15-16 listopada 2022                  | 22-23 listopada 2022                  |
| Faza pucharowa | Ćwierćfinały | 6-7 grudzień 2022                     | 13 grudzień 2022                      |
| Faza pucharowa | Półfinały    | 10-11 stycznia 2023                   | 17-18 stycznia 2023                   |
| Faza pucharowa | Finał        | 18 lutego 2023                        | 18 lutego 2023                        |

## Losowanie
Oto podział drużyn na koszyki podczas losowania:
| Koszyk 1                                                                                               | Koszyk 2 | Koszyk 3                                                                                          | Koszyk 4 |
| --- | --- | ------------------------------------------------------------------------------------------------- | --- |
| Rögle BK Färjestad BK EV Zug Eisbären Berlin Tappara HC Oceláři Trzyniec EC Red Bull Salzburg Luleå HF | HC Fribourg-Gottéron EHC Red Bull Monachium Jukurit Mountfield Hradec Králové Villach SV Skellefteå AIK ZSC Lions Grizzlys Wolfsburg | Ilves Sparta Praga Fehérvár AV19 Frölunda HC Rapperswil-Jona Lakers Straubing Tigers TPS HC Davos | Belfast Giants Brûleurs de Loups Slovan Bratysława Stavanger Oilers GKS Katowice Aalborg Pirates Olimpija Lublana Cracovia |

## Faza grupowa

### Grupa A
| Lp. | Zespół          | M | Pkt | Z | WpD | PpD | P | G+ | G- | +/- |
| --- | --------------- | - | --- | - | --- | --- | - | -- | -- | --- |
| 1   | Luleå HF        | 6 | 17  | 5 | 1   | 0   | 0 | 22 | 11 | +11 |
| 2   | Jukurit         | 6 | 12  | 4 | 0   | 0   | 2 | 22 | 15 | +7  |
| 3   | Aalborg Pirates | 6 | 4   | 1 | 0   | 1   | 4 | 10 | 21 | -11 |
| 4   | Sparta Praga    | 6 | 3   | 1 | 0   | 0   | 5 | 15 | 22 | -7  |

    = awans do 1/8 finału
| 2 września 2022 | Jukurit | 2:5 | Luleå HF | Ikioma Arena, Mikkeli |

| Szczegóły      | Szczegóły                                      | Szczegóły       | Szczegóły | Szczegóły                                                                                               |
| -------------- | ---------------------------------------------- | --------------- | --- | --- |
| Godzina: 18:05 | N. Peltomäki (EQ) 31:40 P. Jormakka (PP) 58:36 | (0:1, 1:3, 1:1) | 06:32 (EQ) J. Honka 28:02 (EQ) E. Emanuelsson 35:58 (EQ) K. Komarek 36:28 (EQ) E. Emanuelsson 55:18 (EQ) C. Mattsson | Widzów: 2412 Sędzia główny: Marc Iwert Kristian Vikman Sędziowie liniowi: Onni Hautamaki Hannu Sormunen |
| Godzina: 18:05 | 12 min. kar                                    |                 | 12 min. kar | Widzów: 2412 Sędzia główny: Marc Iwert Kristian Vikman Sędziowie liniowi: Onni Hautamaki Hannu Sormunen |

| 2 września 2022 | Sparta Praga | 2:3 | Aalborg Pirates | Sportovní hala Fortuna, Praga |

| Szczegóły      | Szczegóły                               | Szczegóły       | Szczegóły                                                                           | Szczegóły                                                                                      |
| -------------- | --------------------------------------- | --------------- | ----------------------------------------------------------------------------------- | ---------------------------------------------------------------------------------------------- |
| Godzina: 19:30 | M. Řepík (EQ) 06:15 M. Řepík (EQ) 26:16 | (1:0, 1:2, 0:1) | 25:19 (EQ) O. Anker Christensen 34:09 (PP) N. Carstensen 51:56 (EQ) J. J. Korsgaard | Widzów: 4183 Sędzia główny: Uldis Buss Robin Šír Sędziowie liniowi: Lukáš Rampír David Klouček |
| Godzina: 19:30 | 8 min. kar                              |                 | 6 min. kar                                                                          | Widzów: 4183 Sędzia główny: Uldis Buss Robin Šír Sędziowie liniowi: Lukáš Rampír David Klouček |

| 4 września 2022 | Sparta Praga | 2:3 | Luleå HF | Sportovní hala Fortuna, Praga |

| Szczegóły      | Szczegóły                                   | Szczegóły       | Szczegóły                                                            | Szczegóły                                                                                          |
| -------------- | ------------------------------------------- | --------------- | -------------------------------------------------------------------- | -------------------------------------------------------------------------------------------------- |
| Godzina: 16:00 | J. Buchtele (PP) 45:30 M. Forman (EQ) 59:56 | (0:1, 0:0, 2:2) | 04:32 (EQ) J. Tyrväinen 50:48 (EQ) L. Fröberg 58:39 (PEN) O. Engsund | Widzów: 4427 Sędzia główny: Uldis Buss Antonín Jeřábek Sędziowie liniowi: Jiří Ondráček Josef Špůr |
| Godzina: 16:00 | 8 min. kar                                  |                 | 8 min. kar                                                           | Widzów: 4427 Sędzia główny: Uldis Buss Antonín Jeřábek Sędziowie liniowi: Jiří Ondráček Josef Špůr |

| 4 września 2022 | Jukurit | 5:3 | Aalborg Pirates | Ikioma Arena, Mikkeli |

| Szczegóły      | Szczegóły | Szczegóły       | Szczegóły                                                             | Szczegóły                                                                                             |
| -------------- | --- | --------------- | --------------------------------------------------------------------- | --- |
| Godzina: 18:00 | O. Mäkinen (EQ) 00:23 N. Huuhtanen (EQ) 08:13 P. Jormakka (PP) 32:24 D. Mäkiaho (EQ) 54:44 O. Kovařčík (EQ) 56:43 | (2:1, 1:1, 2:1) | 05:15 (SH) T. Ladehoff 26:31 (EQ) P. Bjorkstrand 56:33 (EQ) O. Drugge | Widzów: 1512 Sędzia główny: Marc Iwert Anssi Salonen Sędziowie liniowi: Onni Hautamaki Hannu Sormunen |
| Godzina: 18:00 | 4 min. kar |                 | 10 min. kar                                                           | Widzów: 1512 Sędzia główny: Marc Iwert Anssi Salonen Sędziowie liniowi: Onni Hautamaki Hannu Sormunen |

| 9 września 2022 | Luleå HF | 4:3 | Jukurit | Coop Norrbotten Arena, Luleå |

| Szczegóły      | Szczegóły                                                                                          | Szczegóły       | Szczegóły                                                               | Szczegóły                                                                                                  |
| -------------- | -------------------------------------------------------------------------------------------------- | --------------- | ----------------------------------------------------------------------- | --- |
| Godzina: 19:05 | I. Brännström (PP) 33:23 J. Tyrväinen (EQ) 41:08 I. Brännström (EQ) 45:58 I. Brännström (EQ) 53:12 | (0:1, 1:1, 3:1) | 10:59 (EQ) N. Huuhtanen 24:03 (PP) O. Mäkinen 45:34 (EQ) J. Piitulainen | Widzów: 3755 Sędzia główny: Daniel Stricker Linus Öhlund Sędziowie liniowi: Ludvig Lundgren Gustav Jonsson |
| Godzina: 19:05 | 8 min. kar                                                                                         |                 | 10 min. kar                                                             | Widzów: 3755 Sędzia główny: Daniel Stricker Linus Öhlund Sędziowie liniowi: Ludvig Lundgren Gustav Jonsson |

| 9 września 2022 | Aalborg Pirates | 2:6 | Sparta Praga | Sparekassen Danmark Isarena, Aalborg |

| Szczegóły      | Szczegóły                                  | Szczegóły       | Szczegóły | Szczegóły |
| -------------- | ------------------------------------------ | --------------- | --- | --- |
| Godzina: 19:30 | T. Gooch (EQ) 29:48 J. Jakobsen (PP) 44:34 | (0:3, 1:1, 1:2) | 02:29 (PP) M. Řepík 05:24 (EQ) J. Konečný 16:47 (PP) M. Řepík 24:32 (EQ) M. Forman 40:39 (EQ) V. Sobotka 58:09 (EQ) M. Řepík | Widzów: 2295 Sędzia główny: Emils Druseiks Niclas Lundsgaard Sędziowie liniowi: Niklas Knøsen Emil Dalsgaard |
| Godzina: 19:30 | 6 min. kar                                 |                 | 8 min. kar | Widzów: 2295 Sędzia główny: Emils Druseiks Niclas Lundsgaard Sędziowie liniowi: Niklas Knøsen Emil Dalsgaard |

| 11 września 2022 | Aalborg Pirates | 0:3 | Jukurit | Sparekassen Danmark Isarena, Aalborg |

| Szczegóły      | Szczegóły   | Szczegóły       | Szczegóły                                                             | Szczegóły |
| -------------- | ----------- | --------------- | --------------------------------------------------------------------- | --- |
| Godzina: 18:00 |             | (0:2, 0:1, 0:0) | 02:03 (EQ) N. Huuhtanen 18:06 (EQ) M. Pitkänen 29:28 (EQ) P. Jormakka | Widzów: 1589 Sędzia główny: Emils Druseiks Kenneth Nielsen Sędziowie liniowi: Albert Ankerstjerne Frederik Andersen |
| Godzina: 18:00 | 33 min. kar |                 | 2 min. kar                                                            | Widzów: 1589 Sędzia główny: Emils Druseiks Kenneth Nielsen Sędziowie liniowi: Albert Ankerstjerne Frederik Andersen |

| 11 września 2022 | Luleå HF | 5:2 | Sparta Praga | Coop Norrbotten Arena, Luleå |

| Szczegóły      | Szczegóły | Szczegóły       | Szczegóły                                   | Szczegóły                                                                                                  |
| -------------- | --- | --------------- | ------------------------------------------- | --- |
| Godzina: 18:35 | J. Honka (EQ) 25:48 I. Brännström (PP) 38:32 J. Tyrväinen (PP) 39:06 L. Komarov (EQ) 44:29 B. Shinnimin (PP) 57:04 | (0:1, 3:1, 2:0) | 18:41 (EQ) J. Krejčík 36:48 (EQ) J. Konečný | Widzów: 2845 Sędzia główny: Daniel Stricker Tobias Björk Sędziowie liniowi: Ludvig Lundgren Gustav Jonsson |
| Godzina: 18:35 | 8 min. kar |                 | 12 min. kar                                 | Widzów: 2845 Sędzia główny: Daniel Stricker Tobias Björk Sędziowie liniowi: Ludvig Lundgren Gustav Jonsson |

| 4 października 2022 | Aalborg Pirates | 1:3 | Luleå HF | Sparekassen Danmark Isarena, Aalborg |

| Szczegóły      | Szczegóły            | Szczegóły       | Szczegóły                                                        | Szczegóły |
| -------------- | -------------------- | --------------- | ---------------------------------------------------------------- | --- |
| Godzina: 18:00 | M. Boesen (EQ) 25:44 | (0:1, 1:2, 0:0) | 12:20 (EQ) K. Komarek 23:05 (EQ) R. Muzik 25:20 (EQ) F. Pyrochta | Widzów: 1406 Sędzia główny: Christian Bo Persson Mads Frandsen Sędziowie liniowi: Andreas Krøyer Emil Dalsgaard |
| Godzina: 18:00 | 4 min. kar           |                 | 4 min. kar                                                       | Widzów: 1406 Sędzia główny: Christian Bo Persson Mads Frandsen Sędziowie liniowi: Andreas Krøyer Emil Dalsgaard |

| 4 października 2022 | Jukurit | 3:0 wo. | Sparta Praga | Ikioma Arena, Mikkeli |

| Godzina: 18:00 |          | () |          | Sędzia główny: Sędziowie liniowi: |
| Godzina: 18:00 | min. kar |    | min. kar | Sędzia główny: Sędziowie liniowi: |

| 11 października 2022 | Luleå HF | 2:1 pd. | Aalborg Pirates | Coop Norrbotten Arena, Luleå |

| Szczegóły      | Szczegóły                                      | Szczegóły            | Szczegóły                 | Szczegóły |
| -------------- | ---------------------------------------------- | -------------------- | ------------------------- | --- |
| Godzina: 18:05 | O. Lundkvist (EQ) 02:04 I. Hedqvist (EQ) 62:54 | (1:1, 0:0, 0:0, 1:0) | 07:09 (SH) P. Bjorkstrand | Widzów: 2178 Sędzia główny: Geoffrey Barcelo Andreas Harnebring Sędziowie liniowi: Peter Almerstedt Rasmus Strömberg |
| Godzina: 18:05 | 4 min. kar                                     |                      | 8 min. kar                | Widzów: 2178 Sędzia główny: Geoffrey Barcelo Andreas Harnebring Sędziowie liniowi: Peter Almerstedt Rasmus Strömberg |

| 11 października 2022 | Sparta Praga | 3:6 | Jukurit | Sportovní hala Fortuna, Praga |

| Szczegóły      | Szczegóły                                                        | Szczegóły       | Szczegóły | Szczegóły                                                                                       |
| -------------- | ---------------------------------------------------------------- | --------------- | --- | ----------------------------------------------------------------------------------------------- |
| Godzina: 19:30 | O. Safin (EQ) 16:39 A. Polášek (PP2) 24:07 D. Tomášek (EQ) 46:00 | (1:1, 1:4, 1:1) | 18:08 (PP) J. Jurmo 26:15 (EQ) P. Jormakka 29:36 (PP) D. Mäkiaho 30:44 (PP) H. Häkkilä 35:54 (EQ) M. Kovařčík 40:14 (EQ) O. Mäkinen | Widzów: 2673 Sędzia główny: Marc Iwert Daniel Pražák Sędziowie liniowi: Josef Špůr Jiří Svoboda |
| Godzina: 19:30 | 33 min. kar                                                      |                 | 14 min. kar | Widzów: 2673 Sędzia główny: Marc Iwert Daniel Pražák Sędziowie liniowi: Josef Špůr Jiří Svoboda |

### Grupa B
| Lp. | Zespół             | M | Pkt | Z | WpD | PpD | P | G+ | G- | +/- |
| --- | ------------------ | - | --- | - | --- | --- | - | -- | -- | --- |
| 1   | EV Zug             | 6 | 17  | 5 | 1   | 0   | 0 | 27 | 9  | +18 |
| 2   | Grizzlys Wolfsburg | 6 | 13  | 4 | 0   | 1   | 1 | 25 | 16 | +9  |
| 3   | TPS                | 6 | 6   | 2 | 0   | 0   | 4 | 13 | 23 | -10 |
| 4   | Olimpija Lublana   | 6 | 0   | 0 | 0   | 0   | 6 | 9  | 26 | -17 |

    = awans do 1/8 finału
| 2 września 2022 | TPS | 3:2 | Olimpija Lublana | Gatorade Center, Turku |

| Szczegóły      | Szczegóły                                                             | Szczegóły       | Szczegóły                                 | Szczegóły                                                                                               |
| -------------- | --------------------------------------------------------------------- | --------------- | ----------------------------------------- | --- |
| Godzina: 18:00 | T. Kivihalme (EQ) 31:46 T. Kivihalme (EQ) 34:44 M. Pyyhtiä (PP) 37:10 | (0:0, 3:1, 0:1) | 31:30 (EQ) J. Sodja 42:26 (EQ) A. Crnovič | Widzów: 1559 Sędzia główny: Jan Hribik Riku Brander Sędziowie liniowi: Nico Grundstrom Lauri Nikulainen |
| Godzina: 18:00 | 8 min. kar                                                            |                 | 6 min. kar                                | Widzów: 1559 Sędzia główny: Jan Hribik Riku Brander Sędziowie liniowi: Nico Grundstrom Lauri Nikulainen |

| 2 września 2022 | Grizzlys Wolfsburg | 2:5 | EV Zug | Eis Arena Wolfsburg, Wolfsburg |

| Szczegóły      | Szczegóły                                 | Szczegóły       | Szczegóły | Szczegóły                                                                                                 |
| -------------- | ----------------------------------------- | --------------- | --- | --- |
| Godzina: 20:15 | L. Braun (PP) 34:40 L. Schinko (EQ) 37:25 | (0:1, 2:3, 0:1) | 15:29 (PP) L. Martschini 33:03 (EQ) L. Stadler 34:51 (EQ) Y. Zehnder 38:27 (EQ) S. Leuenberger 44:48 (EQ) B. O’Neill | Widzów: 2137 Sędzia główny: Lasse Kopitz André Schrader Sędziowie liniowi: Nikolaj Ponomarjow Wayne Gerth |
| Godzina: 20:15 | 12 min. kar                               |                 | 8 min. kar | Widzów: 2137 Sędzia główny: Lasse Kopitz André Schrader Sędziowie liniowi: Nikolaj Ponomarjow Wayne Gerth |

| 4 września 2022 | TPS | 0:4 | EV Zug | Gatorade Center, Turku |

| Szczegóły      | Szczegóły  | Szczegóły       | Szczegóły                                                                                | Szczegóły                                                                                        |
| -------------- | ---------- | --------------- | ---------------------------------------------------------------------------------------- | ------------------------------------------------------------------------------------------------ |
| Godzina: 18:00 |            | (0:1, 0:2, 0:1) | 07:15 (EQ) N. Hansson 26:23 (EQ) N. Gross 30:13 (EQ) L. Stadler 59:16 (EN) L. Martschini | Widzów: 1624 Sędzia główny: Jan Hribik Lassi Heikkinen Sędziowie liniowi: Niko Jusi Joni Pekkala |
| Godzina: 18:00 | 4 min. kar |                 | 10 min. kar                                                                              | Widzów: 1624 Sędzia główny: Jan Hribik Lassi Heikkinen Sędziowie liniowi: Niko Jusi Joni Pekkala |

| 4 września 2022 | Grizzlys Wolfsburg | 7:2 | Olimpija Lublana | Eis Arena Wolfsburg, Wolfsburg |

| Szczegóły      | Szczegóły | Szczegóły       | Szczegóły                                | Szczegóły                                                                                            |
| -------------- | --- | --------------- | ---------------------------------------- | --- |
| Godzina: 19:00 | D. Archibald (EQ) 01:07 L. Schinko (EQ) 07:39 S. Machacek (EQ) 19:24 D. Jeffrey (EQ) 26:24 L. Schinko (EQ) 41:21 N. Zajac (EQ) 45:20 D. Bittner (SH) 46:38 | (3:0, 1:1, 3:1) | 24:41 (EQ) R. Kapel 54:21 (EQ) G. Koblar | Widzów: 1690 Sędzia główny: Benjamin Hoppe Sirko Hunnius Sędziowie liniowi: Jonas Merten Kai Jürgens |
| Godzina: 19:00 | 2 min. kar |                 | 6 min. kar                               | Widzów: 1690 Sędzia główny: Benjamin Hoppe Sirko Hunnius Sędziowie liniowi: Jonas Merten Kai Jürgens |

| 8 września 2022 | Olimpija Lublana | 2:4 | TPS | Hala Tivoli, Lublana |

| Szczegóły      | Szczegóły                                 | Szczegóły       | Szczegóły                                                                                   | Szczegóły |
| -------------- | ----------------------------------------- | --------------- | ------------------------------------------------------------------------------------------- | --- |
| Godzina: 19:15 | A. Magovac (EQ) 04:35 L. Kalan (PP) 40:51 | (1:1, 0:3, 1:0) | 12:43 (EQ) R. Rafkin 21:05 (EQ) M. Pyyhtiä 31:54 (EQ) L. Korpikoski 39:38 (EQ) T. Kivihalme | Widzów: 2430 Sędzia główny: Trpimir Piragić Christoph Sternat Sędziowie liniowi: Jaka Gasper Zgonc Matjaž Hribar |
| Godzina: 19:15 | 4 min. kar                                |                 | 4 min. kar                                                                                  | Widzów: 2430 Sędzia główny: Trpimir Piragić Christoph Sternat Sędziowie liniowi: Jaka Gasper Zgonc Matjaž Hribar |

| 8 września 2022 | EV Zug | 4:3 pd. | Grizzlys Wolfsburg | Bossard Arena, Zug |

| Szczegóły      | Szczegóły                                                                              | Szczegóły            | Szczegóły                                                     | Szczegóły                                                                                                  |
| -------------- | -------------------------------------------------------------------------------------- | -------------------- | ------------------------------------------------------------- | --- |
| Godzina: 19:45 | D. Simion (EQ) 04:47 F. Herzog (EQ) 24:39 S. Senteler (PEN) 36:36 D. Simion (PP) 60:50 | (1:2, 2:0, 0:1, 1:0) | 09:17 (EQ) L. Braun 19:24 (EQ) T. Morley 54:25 (PP) T. Morley | Widzów: 3127 Sędzia główny: Martin Jobbagy Daniel Piechaczek Sędziowie liniowi: Eric Cattaneo Stany Gnemmi |
| Godzina: 19:45 | 10 min. kar                                                                            |                      | 10 min. kar                                                   | Widzów: 3127 Sędzia główny: Martin Jobbagy Daniel Piechaczek Sędziowie liniowi: Eric Cattaneo Stany Gnemmi |

| 10 września 2022 | Olimpija Lublana | 0:4 | Grizzlys Wolfsburg | Hala Tivoli, Lublana |

| Szczegóły      | Szczegóły  | Szczegóły       | Szczegóły                                                                                   | Szczegóły |
| -------------- | ---------- | --------------- | ------------------------------------------------------------------------------------------- | --- |
| Godzina: 18:00 |            | (0:1, 0:2, 0:1) | 16:19 (EQ) J.-C. Beaudin 36:36 (EQ) T. Reichel 38:07 (EQ) L. Dumont 52:50 (EQ) D. Archibald | Widzów: 1325 Sędzia główny: Trpimir Piragić Ladislav Smetana Sędziowie liniowi: Ulrich Pardatscher Daniel Konc |
| Godzina: 18:00 | 2 min. kar |                 | 6 min. kar                                                                                  | Widzów: 1325 Sędzia główny: Trpimir Piragić Ladislav Smetana Sędziowie liniowi: Ulrich Pardatscher Daniel Konc |

| 10 września 2022 | EV Zug | 6:1 | TPS | Bossard Arena, Zug |

| Szczegóły      | Szczegóły | Szczegóły       | Szczegóły          | Szczegóły                                                                                                |
| -------------- | --- | --------------- | ------------------ | --- |
| Godzina: 19:45 | L. Martschini (EQ) 06:03 P. Cehlárik (EQ) 20:59 N. Hansson (EQ) 40:40 F. Herzog (EQ) 47:55 B. O’Neill (EQ) 50:09 G. Hofmann (PP) 51:21 | (1:0, 1:0, 4:1) | 56:43 (PP) A. Rech | Widzów: 3853 Sędzia główny: Martin Jobbagy Mark Lemelin Sędziowie liniowi: Dominik Altmann Sébastien Duc |
| Godzina: 19:45 | 10 min. kar |                 | 8 min. kar         | Widzów: 3853 Sędzia główny: Martin Jobbagy Mark Lemelin Sędziowie liniowi: Dominik Altmann Sébastien Duc |

| 5 października 2022 | TPS | 1:4 | Grizzlys Wolfsburg | Gatorade Center, Turku |

| Szczegóły      | Szczegóły                  | Szczegóły       | Szczegóły                                                                           | Szczegóły |
| -------------- | -------------------------- | --------------- | ----------------------------------------------------------------------------------- | --- |
| Godzina: 18:00 | T. Kivihalme (PP/EA) 57:24 | (0:1, 0:1, 1:2) | 14:35 (EQ) V. Klos 22:06 (EQ) D. Jeffrey 43:54 (PP) J. Murray 59:07 (EQ) D. Bittner | Widzów: 3875 Sędzia główny: Cedric Borga Anssi Salonen Sędziowie liniowi: Markus Hagerström Lauri Nikulainen |
| Godzina: 18:00 | 8 min. kar                 |                 | 10 min. kar                                                                         | Widzów: 3875 Sędzia główny: Cedric Borga Anssi Salonen Sędziowie liniowi: Markus Hagerström Lauri Nikulainen |

| 5 października 2022 | Olimpija Lublana | 1:3 | EV Zug | Hala Tivoli, Lublana |

| Szczegóły      | Szczegóły            | Szczegóły       | Szczegóły                                                        | Szczegóły |
| -------------- | -------------------- | --------------- | ---------------------------------------------------------------- | --- |
| Godzina: 19:15 | T. Čimžar (EQ) 49:49 | (0:2, 0:1, 1:0) | 07:29 (EQ) D. Simion 19:21 (EQ) B. O’Neill 32:23 (EQ) B. O’Neill | Widzów: 1576 Sędzia główny: Christian Ofner Christoph Sternat Sędziowie liniowi: Jaka Gasper Zgonc Matjaž Hribar |
| Godzina: 19:15 | 6 min. kar           |                 | 6 min. kar                                                       | Widzów: 1576 Sędzia główny: Christian Ofner Christoph Sternat Sędziowie liniowi: Jaka Gasper Zgonc Matjaž Hribar |

| 12 października 2022 | Grizzlys Wolfsburg | 5:4 | TPS | Eis Arena Wolfsburg, Wolfsburg |

| Szczegóły      | Szczegóły | Szczegóły       | Szczegóły                                                                            | Szczegóły                                                                                           |
| -------------- | --- | --------------- | ------------------------------------------------------------------------------------ | --------------------------------------------------------------------------------------------------- |
| Godzina: 18:00 | L. Braun (PP) 11:38 F. Pfohl (EQ) 30:38 D. Archibald (EQ) 36:11 D. Archibald (EQ) 39:30 S. Machacek (EQ) 54:11 | (1:3, 3:1, 1:0) | 00:45 (EQ) P. Skalicky 07:44 (EQ) R. Allén 09:56 (EQ) A. Ilomäki 25:30 (EQ) E. Saari | Widzów: 1529 Sędzia główny: Jakub Šindel Sean MacFarlane Sędziowie liniowi: Wayne Gerth Kai Jürgens |
| Godzina: 18:00 | 10 min. kar |                 | 4 min. kar                                                                           | Widzów: 1529 Sędzia główny: Jakub Šindel Sean MacFarlane Sędziowie liniowi: Wayne Gerth Kai Jürgens |

| 12 października 2022 | EV Zug | 5:2 | Olimpija Lublana | Bossard Arena, Zug |

| Szczegóły      | Szczegóły | Szczegóły       | Szczegóły                                   | Szczegóły                                                                                               |
| -------------- | --- | --------------- | ------------------------------------------- | --- |
| Godzina: 19:45 | P. Cehlárik (PP) 03:31 D. Simion (EQ) 05:28 B. O’Neill (PP) 23:37 P. Cehlárik (EQ) 30:39 C. Klingberg (EN) 58:56 | (2:0, 2:1, 1:1) | 26:40 (EQ) T. Čimžar 55:03 (EQ) J. Garreffa | Widzów: 2648 Sędzia główny: Antonín Jeřábek Miroslav Stolc Sędziowie liniowi: Thomas Wolf Eric Cattaneo |
| Godzina: 19:45 | 4 min. kar |                 | 4 min. kar                                  | Widzów: 2648 Sędzia główny: Antonín Jeřábek Miroslav Stolc Sędziowie liniowi: Thomas Wolf Eric Cattaneo |

### Grupa C
| Lp. | Zespół                 | M | Pkt | Z | WpD | PpD | P | G+ | G- | +/- |
| --- | ---------------------- | - | --- | - | --- | --- | - | -- | -- | --- |
| 1   | Tappara                | 6 | 15  | 4 | 1   | 1   | 0 | 20 | 9  | +11 |
| 2   | EHC Red Bull Monachium | 6 | 12  | 3 | 1   | 1   | 1 | 21 | 15 | +6  |
| 3   | Rapperswil-Jona Lakers | 6 | 9   | 2 | 1   | 1   | 2 | 19 | 19 | 0   |
| 4   | Slovan Bratysława      | 6 | 0   | 0 | 0   | 0   | 6 | 9  | 26 | -17 |

    = awans do 1/8 finału
| 1 września 2022 | Slovan Bratysława | 2:5 | Tappara | Ondrej Nepela Arena, Bratysława |

| Szczegóły      | Szczegóły                                 | Szczegóły       | Szczegóły | Szczegóły                                                                                    |
| -------------- | ----------------------------------------- | --------------- | --- | -------------------------------------------------------------------------------------------- |
| Godzina: 19:30 | S. Takáč (EQ) 41:26 W. Rapuzzi (EQ) 45:32 | (0:1, 0:3, 2:1) | 17:01 (EQ) J. Henriksson 20:29 (EQ) V. Kemiläinen 28:32 (PP2) N. Ojamäki 32:24 (EQ) N. Ojamäki 52:55 (PP) W. Merelä | Widzów: 4638 Sędzia główny: Daniel Soos Marek Žák Sędziowie liniowi: Šimon Synek Daniel Konc |
| Godzina: 19:30 | 8 min. kar                                |                 | 4 min. kar | Widzów: 4638 Sędzia główny: Daniel Soos Marek Žák Sędziowie liniowi: Šimon Synek Daniel Konc |

| 1 września 2022 | Rapperswil-Jona Lakers | 1:4 | EHC Red Bull Monachium | St. Galler Kantonalbank Arena, Rapperswil |

| Szczegóły      | Szczegóły             | Szczegóły       | Szczegóły                                                                          | Szczegóły                                                                                               |
| -------------- | --------------------- | --------------- | ---------------------------------------------------------------------------------- | --- |
| Godzina: 20:00 | L. Profico (PP) 06:47 | (1:1, 0:2, 0:1) | 01:30 (EQ) B. Street 28:35 (EQ) Y. Ehliz 37:28 (EQ) B. Street 53:32 (EQ) A. Ortega | Widzów: 3362 Sędzia główny: Mikael Nord Alex DiPietro Sędziowie liniowi: Eric Cattaneo Dominik Schlegel |
| Godzina: 20:00 | 29 min. kar           |                 | 8 min. kar                                                                         | Widzów: 3362 Sędzia główny: Mikael Nord Alex DiPietro Sędziowie liniowi: Eric Cattaneo Dominik Schlegel |

| 3 września 2022 | Slovan Bratysława | 1:4 | EHC Red Bull Monachium | Ondrej Nepela Arena, Bratysława |

| Szczegóły      | Szczegóły             | Szczegóły       | Szczegóły                                                                             | Szczegóły                                                                                        |
| -------------- | --------------------- | --------------- | ------------------------------------------------------------------------------------- | ------------------------------------------------------------------------------------------------ |
| Godzina: 16:00 | A. Lukosik (EQ) 22:55 | (0:1, 1:0, 0:3) | 19:42 (EQ) Z. Redmond 43:59 (EQ) C. DeSousa 52:22 (EQ) Y. Ehliz 59:09 (EN) F. Tiffels | Widzów: 3895 Sędzia główny: Daniel Soos Juraj Konc Sędziowie liniowi: Šimon Synek Peter Jedlicka |
| Godzina: 16:00 | 4 min. kar            |                 | 8 min. kar                                                                            | Widzów: 3895 Sędzia główny: Daniel Soos Juraj Konc Sędziowie liniowi: Šimon Synek Peter Jedlicka |

| 3 września 2022 | Rapperswil-Jona Lakers | 1:3 | Tappara | St. Galler Kantonalbank Arena, Rapperswil |

| Szczegóły      | Szczegóły            | Szczegóły       | Szczegóły                                                         | Szczegóły                                                                                              |
| -------------- | -------------------- | --------------- | ----------------------------------------------------------------- | --- |
| Godzina: 18:00 | N. Jensen (EQ) 44:36 | (0:2, 0:1, 1:0) | 14:19 (EQ) K. Kuusela 15:54 (EQ) W. Merelä 34:37 (EQ) T. Kelleher | Widzów: 4185 Sędzia główny: Mikael Nord Daniel Stricker Sędziowie liniowi: David Obwegeser Nathy Burgy |
| Godzina: 18:00 | 2 min. kar           |                 | 8 min. kar                                                        | Widzów: 4185 Sędzia główny: Mikael Nord Daniel Stricker Sędziowie liniowi: David Obwegeser Nathy Burgy |

| 8 września 2022 | Tappara | 2:0 | Slovan Bratysława | Nokia Arena, Tampere |

| Szczegóły      | Szczegóły                                       | Szczegóły       | Szczegóły  | Szczegóły                                                                                            |
| -------------- | ----------------------------------------------- | --------------- | ---------- | --- |
| Godzina: 18:00 | T. Kelleher (PP) 10:33 J. Henriksson (EQ) 10:57 | (2:0, 0:0, 0:0) |            | Widzów: 4122 Sędzia główny: Geoffrey Barcelo Aaro Brännare Sędziowie liniowi: Niko Jusi Joni Pekkala |
| Godzina: 18:00 | 10 min. kar                                     |                 | 8 min. kar | Widzów: 4122 Sędzia główny: Geoffrey Barcelo Aaro Brännare Sędziowie liniowi: Niko Jusi Joni Pekkala |

| 8 września 2022 | EHC Red Bull Monachium | 5:4 pd. | Rapperswil-Jona Lakers | Olympia-Eisstadion, Monachium |

| Szczegóły      | Szczegóły                                                                                                 | Szczegóły            | Szczegóły                                                                             | Szczegóły                                                                                                  |
| -------------- | --- | -------------------- | ------------------------------------------------------------------------------------- | --- |
| Godzina: 19:00 | B. Street (EQ) 02:11 B. Street (PP) 09:10 B. Street (EQ) 42:18 Z. Redmond (PP) 45:47 A. Ortega (EQ) 63:33 | (2:1, 0:3, 2:0, 1:0) | 03:25 (EQ) T. Moy 30:04 (EQ) J. Wick 33:27 (EQ) Y.-L. Albrecht 36:36 (EQ) R. Červenka | Widzów: 2342 Sędzia główny: Manuel Nikolić Sean MacFarlane Sędziowie liniowi: Andreas Hofer Tobias Schwenk |
| Godzina: 19:00 | 4 min. kar                                                                                                |                      | 8 min. kar                                                                            | Widzów: 2342 Sędzia główny: Manuel Nikolić Sean MacFarlane Sędziowie liniowi: Andreas Hofer Tobias Schwenk |

| 10 września 2022 | EHC Red Bull Monachium | 5:1 | Slovan Bratysława | Olympia-Eisstadion, Monachium |

| Szczegóły      | Szczegóły                                                                                               | Szczegóły       | Szczegóły            | Szczegóły                                                                                                  |
| -------------- | --- | --------------- | -------------------- | --- |
| Godzina: 17:00 | B. Street (EQ) 23:43 F. Tiffels (EQ) 27:03 C. DeSousa (EQ) 32:08 P. Hager (EQ) 35:38 A. Eder (EQ) 40:15 | (0:0, 4:1, 1:0) | 25:17 (EQ) M. Haščák | Widzów: 2123 Sędzia główny: Kristijan Nikolić Sean MacFarlane Sędziowie liniowi: Tim Heffner Andreas Hofer |
| Godzina: 17:00 | 2 min. kar                                                                                              |                 | 4 min. kar           | Widzów: 2123 Sędzia główny: Kristijan Nikolić Sean MacFarlane Sędziowie liniowi: Tim Heffner Andreas Hofer |

| 10 września 2022 | Tappara | 2:3 pd. | Rapperswil-Jona Lakers | Nokia Arena, Tampere |

| Szczegóły      | Szczegóły                                 | Szczegóły            | Szczegóły                                                                | Szczegóły |
| -------------- | ----------------------------------------- | -------------------- | ------------------------------------------------------------------------ | --- |
| Godzina: 18:00 | K. Tanus (EQ) 43:41 M. Seppälä (EQ) 48:35 | (0:0, 0:1, 2:1, 0:1) | 26:45 (PP) R. Červenka 58:35 (EA) N. Eggenberger 63:38 (PP) J. Schroeder | Widzów: 5231 Sędzia główny: Geoffrey Barcelo Mikko Kaukokari Sędziowie liniowi: Nico Grundstrom Lauri Nikulainen |
| Godzina: 18:00 | 12 min. kar                               |                      | 2 min. kar                                                               | Widzów: 5231 Sędzia główny: Geoffrey Barcelo Mikko Kaukokari Sędziowie liniowi: Nico Grundstrom Lauri Nikulainen |

| 5 października 2022 | EHC Red Bull Monachium | 3:4 pk. | Tappara | Olympia-Eisstadion, Monachium |

| Szczegóły      | Szczegóły                                                  | Szczegóły                 | Szczegóły                                                                                | Szczegóły                                                                                             |
| -------------- | ---------------------------------------------------------- | ------------------------- | ---------------------------------------------------------------------------------------- | --- |
| Godzina: 18:00 | A. Eder (EQ) 18:11 J. Lutz (EQ) 32:08 B. Street (EQ) 40:14 | (1:1, 1:0, 1:2, 0:0, 0:1) | 14:49 (EQ) J. Tuulola 43:26 (EQ) P. Virta 47:36 (EQ) J. Henriksson 65:00 (SO) N. Ojamäki | Widzów: 1750 Sędzia główny: Marcus Linde Benjamin Hoppe Sędziowie liniowi: Andreas Hofer Joshua Römer |
| Godzina: 18:00 | 2 min. kar                                                 |                           | 4 min. kar                                                                               | Widzów: 1750 Sędzia główny: Marcus Linde Benjamin Hoppe Sędziowie liniowi: Andreas Hofer Joshua Römer |

| 5 października 2022 | Slovan Bratysława | 4:6 | Rapperswil-Jona Lakers | Ondrej Nepela Arena, Bratysława |

| Szczegóły      | Szczegóły                                                                           | Szczegóły       | Szczegóły | Szczegóły                                                                                      |
| -------------- | ----------------------------------------------------------------------------------- | --------------- | --- | ---------------------------------------------------------------------------------------------- |
| Godzina: 20:00 | M. Haščák (EQ) 07:25 D. Fominych (EQ) 50:36 T. Zigo (EQ) 55:54 M. Haščák (EA) 58:15 | (1:2, 0:0, 3:4) | 03:25 (EQ) S. Forrer 11:34 (PP) T. Moy 41:43 (EQ) F. Maier 46:53 (EQ) I. Baragano 53:48 (PP) N. Jensen 59:11 (EN) T. Moy | Widzów: 2636 Sędzia główny: Jakub Šindel Peter Stano Sędziowie liniowi: Daniel Konc Oto Durmis |
| Godzina: 20:00 | 6 min. kar                                                                          |                 | 4 min. kar | Widzów: 2636 Sędzia główny: Jakub Šindel Peter Stano Sędziowie liniowi: Daniel Konc Oto Durmis |

| 11 października 2022 | Tappara | 4:0 | EHC Red Bull Monachium | Nokia Arena, Tampere |

| Szczegóły      | Szczegóły                                                                                           | Szczegóły       | Szczegóły  | Szczegóły                                                                                      |
| -------------- | --------------------------------------------------------------------------------------------------- | --------------- | ---------- | ---------------------------------------------------------------------------------------------- |
| Godzina: 18:00 | V.-M. Savinainen (EQ) 23:07 B. Thomas (EQ) 25:39 V.-M. Savinainen (PP2) 36:50 C. Jürgens (EQ) 49:53 | (0:0, 3:0, 1:0) |            | Widzów: 3913 Sędzia główny: Uldis Buss Joonas Kova Sędziowie liniowi: Niko Jusi Tommi Niittylä |
| Godzina: 18:00 | 4 min. kar                                                                                          |                 | 6 min. kar | Widzów: 3913 Sędzia główny: Uldis Buss Joonas Kova Sędziowie liniowi: Niko Jusi Tommi Niittylä |

| 11 października 2022 | Rapperswil-Jona Lakers | 4:1 | Slovan Bratysława | St. Galler Kantonalbank Arena, Rapperswil |

| Szczegóły      | Szczegóły                                                                                | Szczegóły       | Szczegóły              | Szczegóły                                                                                                |
| -------------- | ---------------------------------------------------------------------------------------- | --------------- | ---------------------- | --- |
| Godzina: 19:30 | M. Noreau (EQ) 00:32 Y. Capaul (EQ) 04:53 N. Eggenberger (PP) 07:54 M. Noreau (PP) 08:49 | (4:0, 0:1, 0:0) | 25:55 (EQ) L. Pecararo | Widzów: 3502 Sędzia główny: Lasse Kopitz Micha Hebeisen Sędziowie liniowi: Eric Cattaneo Dominik Altmann |
| Godzina: 19:30 | 6 min. kar                                                                               |                 | 6 min. kar             | Widzów: 3502 Sędzia główny: Lasse Kopitz Micha Hebeisen Sędziowie liniowi: Eric Cattaneo Dominik Altmann |

### Grupa D
| Lp. | Zespół        | M | Pkt | Z | WpD | PpD | P | G+ | G- | +/- |
| --- | ------------- | - | --- | - | --- | --- | - | -- | -- | --- |
| 1   | Rögle BK      | 6 | 17  | 5 | 1   | 0   | 0 | 26 | 12 | +14 |
| 2   | ZSC Lions     | 6 | 11  | 3 | 0   | 2   | 1 | 23 | 12 | +11 |
| 3   | Fehérvár AV19 | 6 | 6   | 2 | 0   | 0   | 4 | 9  | 23 | -14 |
| 4   | GKS Katowice  | 6 | 2   | 0 | 1   | 0   | 5 | 10 | 21 | -11 |

    = awans do 1/8 finału
| 1 września 2022 | GKS Katowice | 4:5 | Rögle BK | Jantor, Katowice |

| Szczegóły      | Szczegóły                                                                           | Szczegóły       | Szczegóły | Szczegóły                                                                                              |
| -------------- | ----------------------------------------------------------------------------------- | --------------- | --- | --- |
| Godzina: 18:05 | B. Magee (EQ) 00:34 G. Pasiut (EQ) 05:23 B. Fraszko (EQ) 24:21 H. Olsson (EQ) 46:32 | (2:1, 1:0, 1:4) | 00:23 (EQ) T. Sund 41:44 (EQ) R. Sheen 43:45 (EQ) A. Tambellini 44:05 (EQ) R. Sheen 47:02 (EQ) Samuel Jonsson | Widzów: 1322 Sędzia główny: Miha Bulovec Michał Baca Sędziowie liniowi: Mateusz Kucharewicz Michał Żak |
| Godzina: 18:05 | 6 min. kar                                                                          |                 | 6 min. kar | Widzów: 1322 Sędzia główny: Miha Bulovec Michał Baca Sędziowie liniowi: Mateusz Kucharewicz Michał Żak |

| 1 września 2022 | Fehérvár AV19 | 1:7 | ZSC Lions | Gábor Ocskay Jr. Arena, Székesfehérvár |

| Szczegóły      | Szczegóły             | Szczegóły       | Szczegóły | Szczegóły                                                                                               |
| -------------- | --------------------- | --------------- | --- | --- |
| Godzina: 19:00 | I. Terbocs (EQ) 15:37 | (1:3, 0:1, 0:3) | 00:39 (EQ) Y. Weber 05:19 (SH) S. Andrighetto 12:06 (PP) S. Bodenmann 36:55 (PP) S. Bodenmann 46:43 (EQ) D. Hollenstein 55:34 (EQ) A. Texier 55:57 (EQ) D. Hollenstein | Widzów: 2298 Sędzia główny: Ladislav Smetana Milan Zrnić Sędziowie liniowi: Matjaž Hribar Simon Riecken |
| Godzina: 19:00 | 6 min. kar            |                 | 4 min. kar | Widzów: 2298 Sędzia główny: Ladislav Smetana Milan Zrnić Sędziowie liniowi: Matjaž Hribar Simon Riecken |

| 3 września 2022 | Fehérvár AV19 | 1:2 | Rögle BK | Gábor Ocskay Jr. Arena, Székesfehérvár |

| Szczegóły      | Szczegóły            | Szczegóły       | Szczegóły                                | Szczegóły                                                                                            |
| -------------- | -------------------- | --------------- | ---------------------------------------- | --- |
| Godzina: 18:00 | P. Newell (EQ) 27:46 | (0:0, 1:0, 0:2) | 51:28 (EQ) M. Kapla 56:46 (EQ) M. Kasper | Widzów: 2728 Sędzia główny: Ladislav Smetana Tomáš Hronský Sędziowie liniowi: Daniel Konc Oto Durmis |
| Godzina: 18:00 | 37 min. kar          |                 | 4 min. kar                               | Widzów: 2728 Sędzia główny: Ladislav Smetana Tomáš Hronský Sędziowie liniowi: Daniel Konc Oto Durmis |

| 3 września 2022 | GKS Katowice | 2:1 pd. | ZSC Lions | Jantor, Katowice |

| Szczegóły      | Szczegóły                                   | Szczegóły            | Szczegóły          | Szczegóły                                                                                               |
| -------------- | ------------------------------------------- | -------------------- | ------------------ | --- |
| Godzina: 18:00 | B. Fraszko (PP2) 50:43 G. Pasiut (EQ) 64:40 | (0:0, 0:1, 1:0, 1:0) | 36:44 (EQ) D. Diem | Widzów: 1309 Sędzia główny: Miha Bulovec Bartosz Kaczmarek Sędziowie liniowi: Wojciech Czech Michał Żak |
| Godzina: 18:00 | 8 min. kar                                  |                      | 8 min. kar         | Widzów: 1309 Sędzia główny: Miha Bulovec Bartosz Kaczmarek Sędziowie liniowi: Wojciech Czech Michał Żak |

| 8 września 2022 | Rögle BK | 7:1 | Fehérvár AV19 | Catena Arena, Ängelholm |

| Szczegóły      | Szczegóły | Szczegóły       | Szczegóły             | Szczegóły |
| -------------- | --- | --------------- | --------------------- | --- |
| Godzina: 18:05 | K. Rosdahl (EQ) 05:35 L. Larsson (EQ) 07:40 M. Kasper (EQ) 11:43 E. Lesund (EQ) 31:42 A. Engström (EQ) 38:14 R. Sheen (PP) 47:07 O. Lyrenäs-Ståhl (EQ) 53:56 | (3:1, 2:0, 2:0) | 15:36 (EQ) A. Sarauer | Widzów: 3018 Sędzia główny: Micha Hebeisen Mikael Sjöqvist Sędziowie liniowi: Andréas Svensson Daniel Persson |
| Godzina: 18:05 | 8 min. kar |                 | 14 min. kar           | Widzów: 3018 Sędzia główny: Micha Hebeisen Mikael Sjöqvist Sędziowie liniowi: Andréas Svensson Daniel Persson |

| 8 września 2022 | ZSC Lions | 5:1 | GKS Katowice | Kunsteisbahn Dübendorf, Dübendorf |

| Szczegóły      | Szczegóły                                                                                                | Szczegóły       | Szczegóły                  | Szczegóły                                                                                               |
| -------------- | --- | --------------- | -------------------------- | --- |
| Godzina: 19:45 | W. Riedi (EQ) 02:19 D. Kukan (EQ) 27:11 J. Sigrist (EQ) 29:07 C. Marti (EQ) 41:01 M. Lehtonen (EQ) 51:00 | (1:0, 2:0, 2:1) | 59:27 (PP) Grzegorz Pasiut | Widzów: 1225 Sędzia główny: Christian Ofner Marc Wiegand Sędziowie liniowi: David Obwegeser Nathy Burgy |
| Godzina: 19:45 | 36 min. kar                                                                                              |                 | 4 min. kar                 | Widzów: 1225 Sędzia główny: Christian Ofner Marc Wiegand Sędziowie liniowi: David Obwegeser Nathy Burgy |

| 10 września 2022 | ZSC Lions | 5:1 | Fehérvár AV19 | Kunsteisbahn Dübendorf, Dübendorf |

| Szczegóły      | Szczegóły | Szczegóły       | Szczegóły            | Szczegóły                                                                                                   |
| -------------- | --- | --------------- | -------------------- | --- |
| Godzina: 14:30 | L. Wallmark (PP) 02:29 L. Wallmark (EQ) 44:10 J. Bachofner (EQ) 50:07 S. Andrighetto (EN) 54:51 A. Texier (EN) 59:45 | (1:0, 0:1, 4:0) | 39:06 (EQ) A. Kuralt | Widzów: 1335 Sędzia główny: Christian Ofner Miroslav Stolc Sędziowie liniowi: Dominik Schlegel Stany Gnemmi |
| Godzina: 14:30 | 6 min. kar |                 | 10 min. kar          | Widzów: 1335 Sędzia główny: Christian Ofner Miroslav Stolc Sędziowie liniowi: Dominik Schlegel Stany Gnemmi |

| 10 września 2022 | Rögle BK | 5:1 | GKS Katowice | Catena Arena, Ängelholm |

| Szczegóły      | Szczegóły | Szczegóły       | Szczegóły              | Szczegóły |
| -------------- | --- | --------------- | ---------------------- | --- |
| Godzina: 14:35 | R. Sheen (PP) 04:14 O. Lyrenäs-Ståhl (EQ) 14:15 A. Tambellini (PP) 31:40 A. Tambellini (PP) 42:25 B. Ferguson (PP) 59:30 | (2:0, 1:1, 2:0) | 30:02 (PP) M. Lehtonen | Widzów: 3467 Sędzia główny: Micha Hebeisen Mikael Sjöqvist Sędziowie liniowi: Rickard Nilsson Andréas Svensson |
| Godzina: 14:35 | 2 min. kar |                 | 10 min. kar            | Widzów: 3467 Sędzia główny: Micha Hebeisen Mikael Sjöqvist Sędziowie liniowi: Rickard Nilsson Andréas Svensson |

| 4 października 2022 | GKS Katowice | 2:4 | Fehérvár AV19 | Jantor, Katowice |

| Szczegóły      | Szczegóły                                     | Szczegóły       | Szczegóły                                                                        | Szczegóły                                                                                                   |
| -------------- | --------------------------------------------- | --------------- | -------------------------------------------------------------------------------- | --- |
| Godzina: 18:00 | T. Pulkkinen (PP) 27:43 B. Fraszko (SH) 39:14 | (0:1, 2:2, 0:1) | 07:44 (EQ) J. Hári 23:25 (PP) B. Findlay 25:36 (EQ) A. Mihaly 59:56 (EN) J. Hári | Widzów: 1302 Sędzia główny: Tomáš Hronský Krzysztof Kozłowski Sędziowie liniowi: Andrzej Nenko Michał Gerne |
| Godzina: 18:00 | 12 min. kar                                   |                 | 14 min. kar                                                                      | Widzów: 1302 Sędzia główny: Tomáš Hronský Krzysztof Kozłowski Sędziowie liniowi: Andrzej Nenko Michał Gerne |

| 4 października 2022 | Rögle BK | 3:2 pd. | ZSC Lions | Catena Arena, Ängelholm |

| Szczegóły      | Szczegóły                                                              | Szczegóły            | Szczegóły                                        | Szczegóły                                                                                                  |
| -------------- | ---------------------------------------------------------------------- | -------------------- | ------------------------------------------------ | --- |
| Godzina: 18:05 | R. Sheen (EQ) 02:30 D. Everberg (PP) 34:16 O. Lyrenäs-Ståhl (SH) 61:35 | (1:0, 1:0, 0:2, 1:0) | 48:15 (EQ) S. Andrighetto 58:44 (EA) J. Lammikko | Widzów: 2893 Sędzia główny: Emils Druseiks Mikael Holm Sędziowie liniowi: Ludvig Lundgren Andréas Svensson |
| Godzina: 18:05 | 14 min. kar                                                            |                      | 10 min. kar                                      | Widzów: 2893 Sędzia główny: Emils Druseiks Mikael Holm Sędziowie liniowi: Ludvig Lundgren Andréas Svensson |

| 11 października 2022 | ZSC Lions | 3:4 | Rögle BK | Kunsteisbahn Dübendorf, Dübendorf |

| Szczegóły      | Szczegóły                                                                    | Szczegóły       | Szczegóły                                                                                    | Szczegóły                                                                                                  |
| -------------- | ---------------------------------------------------------------------------- | --------------- | -------------------------------------------------------------------------------------------- | --- |
| Godzina: 20:35 | S. Bodenmann (PP) 03:08 S. Andrighetto (EQ) 33:13 C. Baltisberger (EQ) 56:31 | (1:1, 1:2, 1:1) | 08:24 (PP2) D. Everberg 21:42 (EQ) W. Wallinder 39:00 (EQ) A. Bengtsson 46:24 (EQ) M. Kasper | Widzów: 1580 Sędzia główny: Riku Brander Michael Tscherrig Sędziowie liniowi: Dario Fuchs Dominik Schlegel |
| Godzina: 20:35 | 31 min. kar                                                                  |                 | 12 min. kar                                                                                  | Widzów: 1580 Sędzia główny: Riku Brander Michael Tscherrig Sędziowie liniowi: Dario Fuchs Dominik Schlegel |

| 12 października 2022 | Fehérvár AV19 | 1:0 | GKS Katowice | Gábor Ocskay Jr. Arena, Székesfehérvár |

| Szczegóły      | Szczegóły           | Szczegóły       | Szczegóły  | Szczegóły                                                                                                   |
| -------------- | ------------------- | --------------- | ---------- | --- |
| Godzina: 19:00 | A. Petan (EQ) 38:17 | (0:0, 1:0, 0:0) |            | Widzów: 2894 Sędzia główny: Martin Jobbagy Tomáš Hronský Sędziowie liniowi: Jaka Gasper Zgonc Matjaž Hribar |
| Godzina: 19:00 | 8 min. kar          |                 | 2 min. kar | Widzów: 2894 Sędzia główny: Martin Jobbagy Tomáš Hronský Sędziowie liniowi: Jaka Gasper Zgonc Matjaž Hribar |

### Grupa E
| Lp. | Zespół               | M | Pkt | Z | WpD | PpD | P | G+ | G- | +/- |
| --- | -------------------- | - | --- | - | --- | --- | - | -- | -- | --- |
| 1   | HC Fribourg-Gottéron | 6 | 14  | 4 | 1   | 0   | 1 | 12 | 5  | +7  |
| 2   | EC Red Bull Salzburg | 6 | 8   | 0 | 3   | 2   | 1 | 12 | 12 | 0   |
| 3   | Stavanger Oilers     | 6 | 8   | 2 | 0   | 2   | 2 | 10 | 15 | -5  |
| 4   | Ilves                | 6 | 6   | 1 | 1   | 1   | 3 | 12 | 14 | -2  |

    = awans do 1/8 finału
| 1 września 2022 | HC Fribourg-Gottéron | 3:2 | Ilves | BCF Arena, Fryburg |

| Szczegóły      | Szczegóły                                                           | Szczegóły       | Szczegóły                               | Szczegóły                                                                                                  |
| -------------- | ------------------------------------------------------------------- | --------------- | --------------------------------------- | --- |
| Godzina: 20:00 | J. Kuokkanen (EQ) 03:16 J. Kuokkanen (SH) 27:01 M. Rossi (EQ) 50:47 | (1:0, 1:2, 1:0) | 20:48 (EQ) T. Tikka 27:56 (PP) T. Tikka | Widzów: 5014 Sędzia główny: Andrea Moschen Lukas Kohlmüller Sędziowie liniowi: Dominik Altmann Thomas Wolf |
| Godzina: 20:00 | 12 min. kar                                                         |                 | 10 min. kar                             | Widzów: 5014 Sędzia główny: Andrea Moschen Lukas Kohlmüller Sędziowie liniowi: Dominik Altmann Thomas Wolf |

| 1 września 2022 | EC Red Bull Salzburg | 3:2 pd. | Stavanger Oilers | Eisarena Salzburg, Salzburg |

| Szczegóły      | Szczegóły                                                          | Szczegóły            | Szczegóły                                   | Szczegóły |
| -------------- | ------------------------------------------------------------------ | -------------------- | ------------------------------------------- | --- |
| Godzina: 20:20 | T. Bourke (PP) 26:25 P. Schneider (EQ) 46:48 F. Baltram (EQ) 62:56 | (0:0, 1:0, 1:2, 1:0) | 43:30 (EQ) B. Gervais 48:11 (PP) P. Bittner | Widzów: 1458 Sędzia główny: Martin Fraňo Christian Ofner Sędziowie liniowi: Ulrich Pardatscher Elias Seewald |
| Godzina: 20:20 | 8 min. kar                                                         |                      | 10 min. kar                                 | Widzów: 1458 Sędzia główny: Martin Fraňo Christian Ofner Sędziowie liniowi: Ulrich Pardatscher Elias Seewald |

| 3 września 2022 | HC Fribourg-Gottéron | 0:1 | Stavanger Oilers | BCF Arena, Fryburg |

| Szczegóły      | Szczegóły  | Szczegóły       | Szczegóły          | Szczegóły                                                                                              |
| -------------- | ---------- | --------------- | ------------------ | --- |
| Godzina: 15:00 |            | (0:1, 0:0, 0:0) | 05:36 (EQ) L. Hoff | Widzów: 5041 Sędzia główny: Andrea Moschen Cedric Borga Sędziowie liniowi: Dario Fuchs Michael Stalder |
| Godzina: 15:00 | 6 min. kar |                 | 4 min. kar         | Widzów: 5041 Sędzia główny: Andrea Moschen Cedric Borga Sędziowie liniowi: Dario Fuchs Michael Stalder |

| 3 września 2022 | EC Red Bull Salzburg | 2:3 pd. | Ilves | Eisarena Salzburg, Salzburg |

| Szczegóły      | Szczegóły                                    | Szczegóły            | Szczegóły                                                        | Szczegóły                                                                                                 |
| -------------- | -------------------------------------------- | -------------------- | ---------------------------------------------------------------- | --- |
| Godzina: 20:20 | A. Wukovits (EQ) 19:56 B. Nissner (EA) 59:16 | (1:0, 0:0, 1:2, 0:1) | 41:34 (EQ) J. Jokipakka 49:45 (EQ) B. Sebök 64:44 (EQ) J. Ikonen | Widzów: 1580 Sędzia główny: Martin Fraňo Christian Ofner Sędziowie liniowi: David Nothegger Elias Seewald |
| Godzina: 20:20 | 8 min. kar                                   |                      | 6 min. kar                                                       | Widzów: 1580 Sędzia główny: Martin Fraňo Christian Ofner Sędziowie liniowi: David Nothegger Elias Seewald |

| 9 września 2022 | Stavanger Oilers | 2:3 pk. | EC Red Bull Salzburg | DNB Arena, Stavanger |

| Szczegóły      | Szczegóły                                   | Szczegóły                 | Szczegóły                                                           | Szczegóły |
| -------------- | ------------------------------------------- | ------------------------- | ------------------------------------------------------------------- | --- |
| Godzina: 18:00 | G. Mauldin (EQ) 27:47 G. Mauldin (EQ) 35:43 | (0:1, 2:1, 0:0, 0:0, 0:1) | 07:08 (PP) T. Raffl 22:00 (EQ) P. Hochkofler 65:00 (SO) A. Wukovits | Widzów: 2784 Sędzia główny: Daniel Eriksson Roy Stian Hansen Sędziowie liniowi: Knut Einar Bråten Njaal Søstumoen |
| Godzina: 18:00 | 6 min. kar                                  |                           | 14 min. kar                                                         | Widzów: 2784 Sędzia główny: Daniel Eriksson Roy Stian Hansen Sędziowie liniowi: Knut Einar Bråten Njaal Søstumoen |

| 9 września 2022 | Ilves | 0:2 | HC Fribourg-Gottéron | Nokia Arena, Tampere |

| Szczegóły      | Szczegóły  | Szczegóły       | Szczegóły                                   | Szczegóły |
| -------------- | ---------- | --------------- | ------------------------------------------- | --- |
| Godzina: 18:00 |            | (0:2, 0:0, 0:0) | 09:40 (PP) S. Schmid 10:16 (EQ) J. Sprunger | Widzów: 5368 Sędzia główny: Richard Magnusson Mikko Kaukokari Sędziowie liniowi: Nico Grundstrom Hannu Sormunen |
| Godzina: 18:00 | 4 min. kar |                 | 8 min. kar                                  | Widzów: 5368 Sędzia główny: Richard Magnusson Mikko Kaukokari Sędziowie liniowi: Nico Grundstrom Hannu Sormunen |

| 11 września 2022 | Ilves | 1:2 pk. | EC Red Bull Salzburg | Nokia Arena, Tampere |

| Szczegóły      | Szczegóły            | Szczegóły                 | Szczegóły                                | Szczegóły |
| -------------- | -------------------- | ------------------------- | ---------------------------------------- | --- |
| Godzina: 15:00 | J. Ikonen (SH) 41:56 | (0:1, 0:0, 1:0, 0:0, 0:1) | 03:11 (PP) T. Raffl 65:00 (SO) T. Bourke | Widzów: 4591 Sędzia główny: Richard Magnusson Lassi Heikkinen Sędziowie liniowi: Onni Hautamaki Hannu Sormunen |
| Godzina: 15:00 | 8 min. kar           |                           | 14 min. kar                              | Widzów: 4591 Sędzia główny: Richard Magnusson Lassi Heikkinen Sędziowie liniowi: Onni Hautamaki Hannu Sormunen |

| 11 września 2022 | Stavanger Oilers | 0:3 | HC Fribourg-Gottéron | DNB Arena, Stavanger |

| Szczegóły      | Szczegóły  | Szczegóły       | Szczegóły                                                           | Szczegóły |
| -------------- | ---------- | --------------- | ------------------------------------------------------------------- | --- |
| Godzina: 18:00 |            | (0:0, 0:1, 0:2) | 38:43 (PP) J. Sprunger 41:12 (PP) N. Marchon 59:34 (EN) C. Bertschy | Widzów: 2373 Sędzia główny: Daniel Eriksson Roy Stian Hansen Sędziowie liniowi: Njaal Søstumoen Alexander Waldejer |
| Godzina: 18:00 | 6 min. kar |                 | 8 min. kar                                                          | Widzów: 2373 Sędzia główny: Daniel Eriksson Roy Stian Hansen Sędziowie liniowi: Njaal Søstumoen Alexander Waldejer |

| 4 października 2022 | Ilves | 4:1 | Stavanger Oilers | Nokia Arena, Tampere |

| Szczegóły      | Szczegóły                                                                      | Szczegóły       | Szczegóły            | Szczegóły                                                                                                   |
| -------------- | ------------------------------------------------------------------------------ | --------------- | -------------------- | --- |
| Godzina: 18:00 | J. Oden (EQ) 01:01 J. Ikonen (PP) 07:17 T. Tikka (EQ) 07:51 J. Oden (EQ) 49:35 | (3:0, 0:1, 1:0) | 24:03 (EQ) D. Kissel | Widzów: 3843 Sędzia główny: Cedric Borga Kristian Vikman Sędziowie liniowi: Tommi Niittylä Lauri Nikulainen |
| Godzina: 18:00 | 4 min. kar                                                                     |                 | 2 min. kar           | Widzów: 3843 Sędzia główny: Cedric Borga Kristian Vikman Sędziowie liniowi: Tommi Niittylä Lauri Nikulainen |

| 5 października 2022 | EC Red Bull Salzburg | 0:1 | HC Fribourg-Gottéron | Eisarena Salzburg, Salzburg |

| Szczegóły      | Szczegóły  | Szczegóły       | Szczegóły               | Szczegóły |
| -------------- | ---------- | --------------- | ----------------------- | --- |
| Godzina: 20:20 |            | (0:0, 0:1, 0:0) | 33:45 (EQ) J. Kuokkanen | Widzów: 1212 Sędzia główny: Gregor Rezek Manuel Nikolić Sędziowie liniowi: David Nothegger Ulrich Pardatscher |
| Godzina: 20:20 | 6 min. kar |                 | 2 min. kar              | Widzów: 1212 Sędzia główny: Gregor Rezek Manuel Nikolić Sędziowie liniowi: David Nothegger Ulrich Pardatscher |

| 12 października 2022 | Stavanger Oilers | 4:2 | Ilves | DNB Arena, Stavanger |

| Szczegóły      | Szczegóły                                                                                   | Szczegóły       | Szczegóły                                | Szczegóły |
| -------------- | ------------------------------------------------------------------------------------------- | --------------- | ---------------------------------------- | --- |
| Godzina: 18:30 | T. Kristiansen (EQ) 16:13 T. Kristiansen (EQ) 29:57 D. Kissel (EQ) 47:09 C. Beck (EN) 59:20 | (1:1, 1:1, 2:0) | 15:57 (EQ) J. Nyman 35:22 (EQ) J. Ikonen | Widzów: 2042 Sędzia główny: Andrew Dalton Christian Bo Persson Sędziowie liniowi: Njaal Søstumoen Alexander Waldejer |
| Godzina: 18:30 | 6 min. kar                                                                                  |                 | 8 min. kar                               | Widzów: 2042 Sędzia główny: Andrew Dalton Christian Bo Persson Sędziowie liniowi: Njaal Søstumoen Alexander Waldejer |

| 12 października 2022 | HC Fribourg-Gottéron | 3:2 pk. | EC Red Bull Salzburg | BCF Arena, Fryburg |

| Szczegóły      | Szczegóły                                                      | Szczegóły                 | Szczegóły                                     | Szczegóły                                                                                                  |
| -------------- | -------------------------------------------------------------- | ------------------------- | --------------------------------------------- | --- |
| Godzina: 19:45 | S. Walser (SH) 25:39 S. Schmid (EQ) 27:09 S. Schmid (SO) 65:00 | (0:1, 2:0, 0:1, 0:0, 1:0) | 06:12 (EQ) L. Thaler 51:10 (EQ) P. Hochkofler | Widzów: 4787 Sędzia główny: Riku Brander Lukas Kohlmüller Sędziowie liniowi: David Obwegeser Sébastien Duc |
| Godzina: 19:45 | 4 min. kar                                                     |                           | 6 min. kar                                    | Widzów: 4787 Sędzia główny: Riku Brander Lukas Kohlmüller Sędziowie liniowi: David Obwegeser Sébastien Duc |

### Grupa F
| Lp. | Zespół           | M | Pkt | Z | WpD | PpD | P | G+ | G- | +/- |
| --- | ---------------- | - | --- | - | --- | --- | - | -- | -- | --- |
| 1   | Straubing Tigers | 6 | 15  | 5 | 0   | 0   | 1 | 24 | 11 | +13 |
| 2   | Färjestad BK     | 6 | 12  | 4 | 0   | 0   | 2 | 25 | 12 | +13 |
| 3   | Cracovia         | 6 | 6   | 2 | 0   | 0   | 4 | 13 | 23 | -10 |
| 4   | Villach SV       | 6 | 3   | 1 | 0   | 0   | 5 | 10 | 26 | -16 |

    = awans do 1/8 finału
| 2 września 2022 | Cracovia | 0:4 | Straubing Tigers | Lodowisko im. Adama „Rocha” Kowalskiego, Kraków |

| Szczegóły      | Szczegóły   | Szczegóły       | Szczegóły                                                                         | Szczegóły                                                                                                |
| -------------- | ----------- | --------------- | --------------------------------------------------------------------------------- | --- |
| Godzina: 20:15 |             | (0:0, 0:3, 0:1) | 23:40 (PP) M. Brandt 37:19 (EQ) T. Leier 39:28 (EQ) J. Akeson 48:22 (PP) T. Leier | Widzów: 2000 Sędzia główny: Martin Jobbagy Patryk Kasprzyk Sędziowie liniowi: Andrzej Nenko Michał Gerne |
| Godzina: 20:15 | 16 min. kar |                 | 8 min. kar                                                                        | Widzów: 2000 Sędzia główny: Martin Jobbagy Patryk Kasprzyk Sędziowie liniowi: Andrzej Nenko Michał Gerne |

| 2 września 2022 | Färjestad BK | 7:0 | Villach SV | Löfbergs Arena, Karlstad |

| Szczegóły      | Szczegóły | Szczegóły       | Szczegóły  | Szczegóły |
| -------------- | --- | --------------- | ---------- | --- |
| Godzina: 20:35 | L. Johansson (EQ) 00:25 V. Ejdsell (EQ) 17:59 V. Ejdsell (PP) 22:24 H. Björklund (PP) 35:11 P. Åslund (EQ) 54:07 L. Johansson (EQ) 55:05 H. Björklund (PP) 59:59 | (2:0, 2:0, 3:0) |            | Widzów: 2147 Sędzia główny: Christian Bo Persson Andreas Harnebring Sędziowie liniowi: Peter Almerstedt Gustav Jonsson |
| Godzina: 20:35 | 2 min. kar |                 | 8 min. kar | Widzów: 2147 Sędzia główny: Christian Bo Persson Andreas Harnebring Sędziowie liniowi: Peter Almerstedt Gustav Jonsson |

| 4 września 2022 | Färjestad BK | 6:1 | Straubing Tigers | Löfbergs Arena, Karlstad |

| Szczegóły      | Szczegóły | Szczegóły       | Szczegóły               | Szczegóły |
| -------------- | --- | --------------- | ----------------------- | --- |
| Godzina: 15:05 | M. Westfält (EQ) 10:18 L. Forsell (EQ) 13:07 M. Lindqvist (EQ) 26:53 M. Lindqvist (EQ) 36:19 P. Åslund (EQ) 45:57 L. Johansson (PP) 52:13 | (2:1, 2:0, 2:0) | 05:56 (PP) T. St. Denis | Widzów: 2312 Sędzia główny: Christian Bo Persson Andreas Harnebring Sędziowie liniowi: Rasmus Strömberg Gustav Jonsson |
| Godzina: 15:05 | 10 min. kar |                 | 54 min. kar             | Widzów: 2312 Sędzia główny: Christian Bo Persson Andreas Harnebring Sędziowie liniowi: Rasmus Strömberg Gustav Jonsson |

| 4 września 2022 | Cracovia | 4:2 | Villach SV | Lodowisko im. Adama „Rocha” Kowalskiego, Kraków |

| Szczegóły      | Szczegóły                                                                                 | Szczegóły       | Szczegóły                                       | Szczegóły                                                                                                   |
| -------------- | ----------------------------------------------------------------------------------------- | --------------- | ----------------------------------------------- | --- |
| Godzina: 20:20 | M. Kasperlík (PP) 08:10 M. Kasperlík (EQ) 32:02 R. Rác (EQ) 48:34 M. Michalski (EN) 58:54 | (1:1, 1:1, 2:0) | 10:41 (PP) B. Tomaževič 35:52 (PP2) N. Mattinen | Widzów: 1000 Sędzia główny: Martin Jobbagy Michał Baca Sędziowie liniowi: Andrzej Nenko Mateusz Kucharewicz |
| Godzina: 20:20 | 24 min. kar                                                                               |                 | 14 min. kar                                     | Widzów: 1000 Sędzia główny: Martin Jobbagy Michał Baca Sędziowie liniowi: Andrzej Nenko Mateusz Kucharewicz |

| 9 września 2022 | Straubing Tigers | 3:2 | Cracovia | Eisstadion am Pulverturm, Straubing |

| Szczegóły      | Szczegóły                                                      | Szczegóły       | Szczegóły                                    | Szczegóły                                                                                            |
| -------------- | -------------------------------------------------------------- | --------------- | -------------------------------------------- | --- |
| Godzina: 19:30 | P. Tuomie (EQ) 04:55 J.C. Lipon (EQ) 08:58 T. Leier (EQ) 46:15 | (2:0, 0:1, 1:1) | 38:17 (EQ) M. Sointu 55:21 (EQ) M. Kasperlík | Widzów: 3558 Sędzia główny: Michał Baca Sirko Hunnius Sędziowie liniowi: Tobias Schwenk Joshua Römer |
| Godzina: 19:30 | 8 min. kar                                                     |                 | 6 min. kar                                   | Widzów: 3558 Sędzia główny: Michał Baca Sirko Hunnius Sędziowie liniowi: Tobias Schwenk Joshua Römer |

| 9 września 2022 | Villach SV | 1:2 | Färjestad BK | Stadthalle Villach, Villach |

| Szczegóły      | Szczegóły              | Szczegóły       | Szczegóły                                    | Szczegóły |
| -------------- | ---------------------- | --------------- | -------------------------------------------- | --- |
| Godzina: 20:20 | N. Mattinen (EA) 58:17 | (0:1, 0:0, 1:1) | 07:48 (EQ) H. Björklund 45:21 (EQ) P. Åslund | Widzów: 1707 Sędzia główny: Christian Bo Persson Christoph Sternat Sędziowie liniowi: David Nothegger Elias Seewald |
| Godzina: 20:20 | 10 min. kar            |                 | 6 min. kar                                   | Widzów: 1707 Sędzia główny: Christian Bo Persson Christoph Sternat Sędziowie liniowi: David Nothegger Elias Seewald |

| 11 września 2022 | Straubing Tigers | 5:2 | Färjestad BK | Eisstadion am Pulverturm, Straubing |

| Szczegóły      | Szczegóły | Szczegóły       | Szczegóły                               | Szczegóły                                                                                          |
| -------------- | --- | --------------- | --------------------------------------- | -------------------------------------------------------------------------------------------------- |
| Godzina: 14:35 | J. Akeson (PP) 15:00 L. Adam (EQ) 27:14 S. Schönberger (EQ) 32:20 L. Adam (PP) 38:14 S. Schönberger (EN) 57:59 | (1:1, 3:1, 1:0) | 17:19 (EQ) R. Elie 32:49 (EQ) J. Nygård | Widzów: 3415 Sędzia główny: Michał Baca Sirko Hunnius Sędziowie liniowi: Tim Heffner Andreas Hofer |
| Godzina: 14:35 | 33 min. kar |                 | 39 min. kar                             | Widzów: 3415 Sędzia główny: Michał Baca Sirko Hunnius Sędziowie liniowi: Tim Heffner Andreas Hofer |

| 11 września 2022 | Villach SV | 6:2 | Cracovia | Stadthalle Villach, Villach |

| Szczegóły      | Szczegóły | Szczegóły       | Szczegóły                               | Szczegóły |
| -------------- | --- | --------------- | --------------------------------------- | --- |
| Godzina: 18:00 | B. Lanzinger (EQ) 08:07 C. Collins (EQ) 10:55 E. Wallenta (EQ) 48:28 A. Desjardins (EQ) 49:21 P. Lindner (EN) 58:24 C. Collins (EQ) 59:56 | (2:1, 0:0, 4:1) | 15:44 (EQ) V. Polák 45:03 (EQ) V. Polák | Widzów: 1601 Sędzia główny: Christian Bo Persson Milan Zrnić Sędziowie liniowi: David Nothegger Elias Seewald |
| Godzina: 18:00 | 6 min. kar |                 | 10 min. kar                             | Widzów: 1601 Sędzia główny: Christian Bo Persson Milan Zrnić Sędziowie liniowi: David Nothegger Elias Seewald |

| 4 października 2022 | Färjestad BK | 5:1 | Cracovia | Löfbergs Arena, Karlstad |

| Szczegóły      | Szczegóły | Szczegóły       | Szczegóły            | Szczegóły |
| -------------- | --- | --------------- | -------------------- | --- |
| Godzina: 19:05 | A. Berglund Allberg (EQ) 05:05 P. Lundh (EQ) 18:17 D. Viksten (EQ) 23:58 A. Tornberg (EQ) 46:11 R. Elie (PP) 51:09 | (2:0, 1:1, 2:0) | 34:35 (EQ) D. Kapica | Widzów: 1645 Sędzia główny: Martin Christensen Daniel Eriksson Sędziowie liniowi: Gustav Jonsson Daniel Persson |
| Godzina: 19:05 | 2 min. kar |                 | 6 min. kar           | Widzów: 1645 Sędzia główny: Martin Christensen Daniel Eriksson Sędziowie liniowi: Gustav Jonsson Daniel Persson |

| 4 października 2022 | Villach SV | 1:3 | Straubing Tigers | Stadthalle Villach, Villach |

| Szczegóły      | Szczegóły             | Szczegóły       | Szczegóły                                                     | Szczegóły |
| -------------- | --------------------- | --------------- | ------------------------------------------------------------- | --- |
| Godzina: 20:20 | R. Sabolič (EQ) 12:10 | (1:0, 0:1, 0:2) | 33:03 (EQ) T. Leier 44:41 (EQ) J.C. Lipon 59:42 (EN) T. Leier | Widzów: 2359 Sędzia główny: Peter Stano Ladislav Smetana Sędziowie liniowi: David Nothegger Jaka Gasper Zgonc |
| Godzina: 20:20 | 2 min. kar            |                 | 8 min. kar                                                    | Widzów: 2359 Sędzia główny: Peter Stano Ladislav Smetana Sędziowie liniowi: David Nothegger Jaka Gasper Zgonc |

| 11 października 2022 | Cracovia | 4:3 | Färjestad BK | Lodowisko im. Adama „Rocha” Kowalskiego, Kraków |

| Szczegóły      | Szczegóły                                                                              | Szczegóły       | Szczegóły                                                                     | Szczegóły |
| -------------- | -------------------------------------------------------------------------------------- | --------------- | ----------------------------------------------------------------------------- | --- |
| Godzina: 18:00 | S. Kinnunen (PP) 07:37 M. Kasperlík (EQ) 29:24 M. Račuk (EQ) 36:55 P. Husák (EQ) 47:30 | (1:2, 2:0, 1:1) | 03:19 (EQ) A. Berglund Allberg 08:59 (EQ) V. Ejdsell 54:57 (PP-EA) J. Nyström | Widzów: 800 Sędzia główny: Cedric Borga Bartosz Kaczmarek Sędziowie liniowi: Wojciech Czech Mateusz Kucharewicz |
| Godzina: 18:00 | 14 min. kar                                                                            |                 | 10 min. kar                                                                   | Widzów: 800 Sędzia główny: Cedric Borga Bartosz Kaczmarek Sędziowie liniowi: Wojciech Czech Mateusz Kucharewicz |

| 11 października 2022 | Straubing Tigers | 8:0 | Villach SV | Eisstadion am Pulverturm, Straubing |

| Szczegóły      | Szczegóły | Szczegóły       | Szczegóły  | Szczegóły |
| -------------- | --- | --------------- | ---------- | --- |
| Godzina: 19:30 | M. Brandt (EQ) 03:03 S. Schönberger (EQ) 07:13 L. Adam (EQ) 28:40 L. Adam (EQ) 34:43 T. Leier (EQ) 41:13 C. Lampl (EQ) 53:00 S. Schönberger (EQ) 54:07 T. Brunnhuber (EQ) 59:32 | (2:0, 2:0, 4:0) |            | Widzów: 2992 Sędzia główny: Kristijan Nikolić Marian Rohatsch Sędziowie liniowi: Tobias Schwenk Marius Wölzmüller |
| Godzina: 19:30 | 0 min. kar |                 | 0 min. kar | Widzów: 2992 Sędzia główny: Kristijan Nikolić Marian Rohatsch Sędziowie liniowi: Tobias Schwenk Marius Wölzmüller |

### Grupa G
| Lp. | Zespół                    | M | Pkt | Z | WpD | PpD | P | G+ | G- | +/- |
| --- | ------------------------- | - | --- | - | --- | --- | - | -- | -- | --- |
| 1   | Mountfield Hradec Králové | 6 | 15  | 5 | 0   | 0   | 1 | 29 | 17 | +12 |
| 2   | Frölunda HC               | 6 | 15  | 5 | 0   | 0   | 1 | 34 | 16 | +18 |
| 3   | Eisbären Berlin           | 6 | 6   | 2 | 0   | 0   | 4 | 21 | 29 | -8  |
| 4   | Brûleurs de Loups         | 6 | 0   | 0 | 0   | 0   | 6 | 15 | 37 | -22 |

    = awans do 1/8 finału
| 1 września 2022 | Frölunda HC | 4:2 | Mountfield Hradec Králové | Frölundaborg, Göteborg |

| Szczegóły      | Szczegóły                                                                            | Szczegóły       | Szczegóły                                    | Szczegóły |
| -------------- | ------------------------------------------------------------------------------------ | --------------- | -------------------------------------------- | --- |
| Godzina: 19:05 | R. Lenc (EQ) 20:24 J. Nilsson (EQ) 21:19 M. Friberg (PP) 39:05 M. Friberg (PP) 48:53 | (0:1, 3:0, 1:1) | 08:35 (EQ) R. Smoleňák 45:38 (EQ) O. Okuliar | Widzów: 2268 Sędzia główny: Mikko Kaukokari Marcus Linde Sędziowie liniowi: Andréas Svensson Rickard Nilsson |
| Godzina: 19:05 | 6 min. kar                                                                           |                 | 12 min. kar                                  | Widzów: 2268 Sędzia główny: Mikko Kaukokari Marcus Linde Sędziowie liniowi: Andréas Svensson Rickard Nilsson |

| 1 września 2022 | Brûleurs de Loups | 2:8 | Eisbären Berlin | Patinoire Polesud, Grenoble |

| Szczegóły      | Szczegóły                               | Szczegóły       | Szczegóły | Szczegóły                                                                                                 |
| -------------- | --------------------------------------- | --------------- | --- | --- |
| Godzina: 20:15 | D. Fabre (EQ) 07:20 J. Munoz (EQ) 57:11 | (1:2, 0:5, 1:1) | 09:21 (EQ) Z. Boychuk 13:03 (EQ) M. Noebels 21:18 (EQ) M. White 21:45 (EQ) F. Mauer 29:56 (EQ) Z. Boychuk 32:29 (EQ) G. Fiore 35:37 (EQ) F. Hördler 48:11 (EQ) M. White | Widzów: 3408 Sędzia główny: Gregor Rezek Nicolas Cregut Sędziowie liniowi: Vincent Zede Clément Goncalves |
| Godzina: 20:15 | 12 min. kar                             |                 | 8 min. kar | Widzów: 3408 Sędzia główny: Gregor Rezek Nicolas Cregut Sędziowie liniowi: Vincent Zede Clément Goncalves |

| 3 września 2022 | Frölunda HC | 7:1 | Eisbären Berlin | Frölundaborg, Göteborg |

| Szczegóły      | Szczegóły | Szczegóły       | Szczegóły            | Szczegóły                                                                                                   |
| -------------- | --- | --------------- | -------------------- | --- |
| Godzina: 15:05 | C. Folin (EQ) 00:25 M. Rosseli Olsen (EQ) 19:29 R. Lasch (EQ) 26:27 J. Nilsson (EQ) 35:59 M. Friberg (SH) 37:16 J. Innala (PP) 49:35 N. Lasu (EQ) 56:25 | (2:0, 3:0, 2:1) | 40:23 (EQ) K. Geibel | Widzów: 2586 Sędzia główny: Mikko Kaukokari Mikael Holm Sędziowie liniowi: Rickard Nilsson Andréas Svensson |
| Godzina: 15:05 | 8 min. kar |                 | 12 min. kar          | Widzów: 2586 Sędzia główny: Mikko Kaukokari Mikael Holm Sędziowie liniowi: Rickard Nilsson Andréas Svensson |

| 3 września 2022 | Brûleurs de Loups | 3:4 | Mountfield Hradec Králové | Patinoire Polesud, Grenoble |

| Szczegóły      | Szczegóły                                                        | Szczegóły       | Szczegóły                                                                        | Szczegóły |
| -------------- | ---------------------------------------------------------------- | --------------- | -------------------------------------------------------------------------------- | --- |
| Godzina: 18:30 | S. Treille (EQ) 07:09 S. Treille (EQ) 12:37 D. Fleury (EQ) 45:26 | (2:1, 0:3, 1:0) | 00:09 (EQ) J. Lev 34:33 (EQ) J. Blain 39:19 (EQ) J. Blain 39:55 (EQ) R. Smoleňák | Widzów: 3857 Sędzia główny: Gregor Rezek Pierre Dehaen Sędziowie liniowi: Nicolas Constantineau Cyril Debuche |
| Godzina: 18:30 | 6 min. kar                                                       |                 | 4 min. kar                                                                       | Widzów: 3857 Sędzia główny: Gregor Rezek Pierre Dehaen Sędziowie liniowi: Nicolas Constantineau Cyril Debuche |

| 8 września 2022 | Mountfield Hradec Králové | 3:2 | Brûleurs de Loups | ČPP Aréna, Hradec Králové |

| Szczegóły      | Szczegóły                                                       | Szczegóły       | Szczegóły                                       | Szczegóły                                                                                             |
| -------------- | --------------------------------------------------------------- | --------------- | ----------------------------------------------- | --- |
| Godzina: 17:30 | R. Pavlík (EQ) 22:16 O. Okuliar (EQ) 30:31 R. Pavlík (EQ) 31:07 | (0:1, 3:0, 0:1) | 06:26 (PP) J. Champagne 45:04 (PP) N. Deschamps | Widzów: 2424 Sędzia główny: Daniel Soos Antonín Jeřábek Sędziowie liniowi: Lukáš Rampír David Klouček |
| Godzina: 17:30 | 8 min. kar                                                      |                 | 10 min. kar                                     | Widzów: 2424 Sędzia główny: Daniel Soos Antonín Jeřábek Sędziowie liniowi: Lukáš Rampír David Klouček |

| 8 września 2022 | Eisbären Berlin | 2:3 | Frölunda HC | Wellblechpalast, Berlin |

| Szczegóły      | Szczegóły                                | Szczegóły       | Szczegóły                                                         | Szczegóły                                                                                              |
| -------------- | ---------------------------------------- | --------------- | ----------------------------------------------------------------- | --- |
| Godzina: 20:00 | M. Baßler (EQ) 23:01 M. White (PP) 32:32 | (0:1, 2:1, 0:1) | 01:29 (EQ) T. Nilsson 30:36 (EQ) J. Lundqvist 59:22 (EQ) R. Lasch | Widzów: 2230 Sędzia główny: Michael Tscherrig Lasse Kopitz Sędziowie liniowi: Wayne Gerth Jonas Merten |
| Godzina: 20:00 | 10 min. kar                              |                 | 8 min. kar                                                        | Widzów: 2230 Sędzia główny: Michael Tscherrig Lasse Kopitz Sędziowie liniowi: Wayne Gerth Jonas Merten |

| 10 września 2022 | Mountfield Hradec Králové | 5:3 | Frölunda HC | ČPP Aréna, Hradec Králové |

| Szczegóły      | Szczegóły | Szczegóły       | Szczegóły                                                          | Szczegóły                                                                                          |
| -------------- | --- | --------------- | ------------------------------------------------------------------ | -------------------------------------------------------------------------------------------------- |
| Godzina: 16:00 | R. Smoleňák (EQ) 28:29 N. Szczerbak (EQ) 33:51 K. Klíma (EQ) 34:29 R. Smoleňák (EQ) 45:47 K. Klíma (EN) 58:54 | (0:1, 3:0, 2:2) | 15:51 (PP2) J. Innala 55:46 (PP) M. Friberg 58:18 (EA) P. Lindbohm | Widzów: 2682 Sędzia główny: Daniel Soos Daniel Pražák Sędziowie liniowi: Jiří Svoboda Daniel Hynek |
| Godzina: 16:00 | 14 min. kar                                                                                                   |                 | 10 min. kar                                                        | Widzów: 2682 Sędzia główny: Daniel Soos Daniel Pražák Sędziowie liniowi: Jiří Svoboda Daniel Hynek |

| 10 września 2022 | Eisbären Berlin | 5:2 | Brûleurs de Loups | Wellblechpalast, Berlin |

| Szczegóły      | Szczegóły | Szczegóły       | Szczegóły                                  | Szczegóły |
| -------------- | --- | --------------- | ------------------------------------------ | --- |
| Godzina: 17:00 | M. Noebels (PP) 03:10 Z. Boychuk (PP) 14:59 K. Clark (PP2) 19:16 Z. Boychuk (EQ) 23:56 Z. Boychuk (EN) 59:37 | (3:2, 1:0, 1:0) | 06:46 (EQ) D. Fabre 11:26 (PP2) C. Nehring | Widzów: 2554 Sędzia główny: Michael Tscherrig Lasse Kopitz Sędziowie liniowi: Nikolaj Ponomarjow Jonas Merten |
| Godzina: 17:00 | 12 min. kar                                                                                                  |                 | 10 min. kar                                | Widzów: 2554 Sędzia główny: Michael Tscherrig Lasse Kopitz Sędziowie liniowi: Nikolaj Ponomarjow Jonas Merten |

| 4 października 2022 | Brûleurs de Loups | 2:10 | Frölunda HC | Patinoire Polesud, Grenoble |

| Szczegóły      | Szczegóły                                   | Szczegóły       | Szczegóły | Szczegóły |
| -------------- | ------------------------------------------- | --------------- | --- | --- |
| Godzina: 20:35 | N. Deschamps (PP) 38:42 K. Hardy (EQ) 54:35 | (0:5, 1:2, 1:3) | 04:27 (EQ) F. Johansson 07:13 (EQ) R. Lasch 13:36 (EQ) J. Innala 13:53 (EQ) J. Nilsson 18:51 (PP) R. Lenc 20:51 (EQ) J. Innala 21:40 (EQ) F. Hasa 47:51 (EQ) P. Johansson 56:31 (EQ) M. R. Olsen 57:43 (EQ) P. Carlsson | Widzów: 3415 Sędzia główny: Michael Tscherrig Yann Furet Sędziowie liniowi: Clément Goncalves Nicolas Constantineau |
| Godzina: 20:35 | 8 min. kar                                  |                 | 10 min. kar | Widzów: 3415 Sędzia główny: Michael Tscherrig Yann Furet Sędziowie liniowi: Clément Goncalves Nicolas Constantineau |

| 5 października 2022 | Eisbären Berlin | 3:7 | Mountfield Hradec Králové | Wellblechpalast, Berlin |

| Szczegóły      | Szczegóły                                                       | Szczegóły       | Szczegóły | Szczegóły                                                                                               |
| -------------- | --------------------------------------------------------------- | --------------- | --- | --- |
| Godzina: 19:30 | Z. Boychuk (EQ) 19:36 M. White (EQ) 21:24 Z. Boychuk (EQ) 33:26 | (1:0, 2:2, 0:5) | 27:58 (EQ) J. Veselý 37:41 (EQ) R. Smolenak 46:23 (EQ) J. Blain 48:04 (EQ) J. Blain 52:13 (EQ) K. Klíma 53:01 (EQ) L. Cingeľ 59:08 (PP) A. Jergl | Widzów: 3108 Sędzia główny: Lassi Heikkinen Gordon Schukies Sędziowie liniowi: Wayne Gerth Jonas Merten |
| Godzina: 19:30 | 8 min. kar                                                      |                 | 8 min. kar | Widzów: 3108 Sędzia główny: Lassi Heikkinen Gordon Schukies Sędziowie liniowi: Wayne Gerth Jonas Merten |

| 11 października 2022 | Frölunda HC | 7:4 | Brûleurs de Loups | Frölundaborg, Göteborg |

| Szczegóły      | Szczegóły | Szczegóły       | Szczegóły                                                                         | Szczegóły |
| -------------- | --- | --------------- | --------------------------------------------------------------------------------- | --- |
| Godzina: 19:05 | R. Lasch (EQ) 01:18 J. Ratkovic-Berndtsson (EQ) 02:26 R. Lasch (EQ) 04:51 R. Lenc (EQ) 06:59 N. Lasu (PP) 13:29 F. Johansson (EQ) 30:44 J. Innala (EQ) 58:58 | (5:1, 1:3, 1:0) | 12:15 (EQ) A. Dair 24:20 (EQ) J. Munoz 26:12 (EQ) F. Dair 28:18 (EQ) J. Champagne | Widzów: 2165 Sędzia główny: Martin Christensen Linus Öhlund Sędziowie liniowi: Anders Nyqvist Rickard Nilsson |
| Godzina: 19:05 | 2 min. kar |                 | 8 min. kar                                                                        | Widzów: 2165 Sędzia główny: Martin Christensen Linus Öhlund Sędziowie liniowi: Anders Nyqvist Rickard Nilsson |

| 12 października 2022 | Mountfield Hradec Králové | 8:2 | Eisbären Berlin | ČPP Aréna, Hradec Králové |

| Szczegóły      | Szczegóły | Szczegóły       | Szczegóły                                 | Szczegóły                                                                                           |
| -------------- | --- | --------------- | ----------------------------------------- | --------------------------------------------------------------------------------------------------- |
| Godzina: 17:30 | R. Rymsha (EQ) 08:55 F. Pavlík (SH2) 29:47 K. Klima (EQ) 44:29 F. Pavlík (EQ) 47:51 L. Pajer (PP) 49:42 O. Okuliar (PP) 50:20 L. Pajer (PP) 53:52 J. Veselý (EQ) 57:04 | (1:1, 1:1, 6:0) | 08:36 (EQ) Z. Boychuk 27:38 (EQ) M. White | Widzów: 2788 Sędzia główny: Anssi Salonen Jan Hribik Sędziowie liniowi: David Klouček Jiří Ondráček |
| Godzina: 17:30 | 8 min. kar |                 | 12 min. kar                               | Widzów: 2788 Sędzia główny: Anssi Salonen Jan Hribik Sędziowie liniowi: David Klouček Jiří Ondráček |

### Grupa H
| Lp. | Zespół              | M | Pkt | Z | WpD | PpD | P | G+ | G- | +/- |
| --- | ------------------- | - | --- | - | --- | --- | - | -- | -- | --- |
| 1   | Skellefteå AIK      | 6 | 14  | 4 | 1   | 0   | 1 | 23 | 14 | +9  |
| 2   | HC Davos            | 6 | 12  | 4 | 0   | 0   | 2 | 23 | 15 | +8  |
| 3   | HC Oceláři Trzyniec | 6 | 8   | 2 | 0   | 2   | 2 | 16 | 18 | -2  |
| 4   | Belfast Giants      | 6 | 2   | 0 | 1   | 0   | 5 | 10 | 25 | -15 |

    = awans do 1/8 finału
| 2 września 2022 | HC Oceláři Trzyniec | 4:0 | Belfast Giants | Werk Arena, Trzyniec |

| Szczegóły      | Szczegóły                                                                                   | Szczegóły       | Szczegóły   | Szczegóły                                                                                          |
| -------------- | ------------------------------------------------------------------------------------------- | --------------- | ----------- | -------------------------------------------------------------------------------------------------- |
| Godzina: 17:00 | D. Voženílek (EQ) 18:38 M. Dańo (SH) 48:59 P. Vrána (EQ) 53:43 J. Zahradníček (SH-EN) 57:29 | (1:0, 0:0, 3:0) |             | Widzów: 2367 Sędzia główny: Peter Stano Jakub Šindel Sędziowie liniowi: Jiří Ondráček Jiří Svoboda |
| Godzina: 17:00 | 8 min. kar                                                                                  |                 | 14 min. kar | Widzów: 2367 Sędzia główny: Peter Stano Jakub Šindel Sędziowie liniowi: Jiří Ondráček Jiří Svoboda |

| 2 września 2022 | Skellefteå AIK | 2:3 | HC Davos | Skellefteå Kraft Arena, Skellefteå |

| Szczegóły      | Szczegóły                               | Szczegóły       | Szczegóły                                                        | Szczegóły                                                                                             |
| -------------- | --------------------------------------- | --------------- | ---------------------------------------------------------------- | --- |
| Godzina: 17:35 | O. Möller (EQ) 04:33 R. Hugg (EQ) 30:46 | (1:1, 1:1, 0:1) | 01:30 (EQ) D. Egli 22:01 (EQ) M. Stránský 43:35 (EQ) K. Dahlbeck | Widzów: 2852 Sędzia główny: Joonas Kova Linus Öhlund Sędziowie liniowi: Daniel Persson Emil Yletyinen |
| Godzina: 17:35 | 4 min. kar                              |                 | 4 min. kar                                                       | Widzów: 2852 Sędzia główny: Joonas Kova Linus Öhlund Sędziowie liniowi: Daniel Persson Emil Yletyinen |

| 4 września 2022 | Skellefteå AIK | 3:2 pd. | HC Oceláři Trzyniec | Skellefteå Kraft Arena, Skellefteå |

| Szczegóły      | Szczegóły                                                     | Szczegóły            | Szczegóły                                 | Szczegóły                                                                                             |
| -------------- | ------------------------------------------------------------- | -------------------- | ----------------------------------------- | --- |
| Godzina: 15:05 | A. Olsson (EQ) 41:50 R. Hugg (EQ) 44:03 J. Jonsson (EQ) 63:50 | (0:0, 0:0, 2:2, 1:0) | 48:16 (EQ) M. Růžička 59:06 (EA) M. Roman | Widzów: 2172 Sędzia główny: Joonas Kova Tobias Björk Sędziowie liniowi: Emil Yletyinen Daniel Persson |
| Godzina: 15:05 | 2 min. kar                                                    |                      | 4 min. kar                                | Widzów: 2172 Sędzia główny: Joonas Kova Tobias Björk Sędziowie liniowi: Emil Yletyinen Daniel Persson |

| 4 września 2022 | Belfast Giants | 3:6 | HC Davos | The SSE Arena, Belfast |

| Szczegóły      | Szczegóły                                                     | Szczegóły       | Szczegóły | Szczegóły                                                                                            |
| -------------- | ------------------------------------------------------------- | --------------- | --- | --- |
| Godzina: 16:30 | D. Gilbert (EQ) 15:56 B. Lake (EQ) 21:10 S. Conway (EQ) 23:19 | (1:2, 2:3, 0:1) | 06:53 (EQ) M. Fora 15:14 (EQ) M. Nygren 22:48 (EQ) M. Stránský 32:01 (PP) M. Stránský 34:22 (PP) V. Nussbaumer 55:19 (EQ) L. Bristedt | Widzów: 3306 Sędzia główny: André Schrader Andrew Dalton Sędziowie liniowi: Scott Rodger Ryan Fraley |
| Godzina: 16:30 | 18 min. kar                                                   |                 | 16 min. kar | Widzów: 3306 Sędzia główny: André Schrader Andrew Dalton Sędziowie liniowi: Scott Rodger Ryan Fraley |

| 9 września 2022 | HC Oceláři Trzyniec | 4:5 | Skellefteå AIK | Werk Arena, Trzyniec |

| Szczegóły      | Szczegóły                                                                             | Szczegóły       | Szczegóły                                                                                                | Szczegóły                                                                                       |
| -------------- | ------------------------------------------------------------------------------------- | --------------- | --- | ----------------------------------------------------------------------------------------------- |
| Godzina: 17:00 | T. Marcinko (PP) 29:19 M. Dańo (EQ) 38:36 M. Růžička (EQ) 46:37 M. Růžička (PP) 50:52 | (0:2, 2:2, 2:1) | 01:28 (EQ) T. Kühnhackl 08:09 (EQ) M. Lindholm 30:11 (EQ) R. Hugg 31:46 (EQ) R. Hugg 45:01 (EQ) J. Pudas | Widzów: 2601 Sędzia główny: Tomáš Hronský Robin Šír Sędziowie liniowi: Jiří Ondráček Josef Špůr |
| Godzina: 17:00 | 8 min. kar                                                                            |                 | 12 min. kar                                                                                              | Widzów: 2601 Sędzia główny: Tomáš Hronský Robin Šír Sędziowie liniowi: Jiří Ondráček Josef Špůr |

| 9 września 2022 | HC Davos | 5:1 | Belfast Giants | Eisstadion Davos, Davos |

| Szczegóły      | Szczegóły                                                                                             | Szczegóły       | Szczegóły          | Szczegóły |
| -------------- | --- | --------------- | ------------------ | --- |
| Godzina: 19:45 | M. Fora (EQ) 13:19 E. Corvi (EQ) 15:45 R. Prassl (EQ) 16:56 C. Egli (EQ) 17:08 M. Stránský (PP) 47:44 | (4:0, 0:1, 1:0) | 26:26 (EQ) C. Long | Widzów: 3368 Sędzia główny: Martin Christensen Mark Lemelin Sędziowie liniowi: Dominik Altmann Dominik Schlegel |
| Godzina: 19:45 | 16 min. kar                                                                                           |                 | 16 min. kar        | Widzów: 3368 Sędzia główny: Martin Christensen Mark Lemelin Sędziowie liniowi: Dominik Altmann Dominik Schlegel |

| 11 września 2022 | HC Davos | 2:5 | Skellefteå AIK | Eisstadion Davos, Davos |

| Szczegóły      | Szczegóły                                      | Szczegóły       | Szczegóły                                                                                                   | Szczegóły |
| -------------- | ---------------------------------------------- | --------------- | --- | --- |
| Godzina: 16:30 | L. Bristedt (PP) 02:07 M. Stránský (PP2) 20:54 | (1:2, 1:0, 0:3) | 04:38 (PP2) J. Lindström 17:30 (EQ) R. Hugg 55:49 (EQ) J. Jonsson 58:43 (PP) A. Wingerli 59:59 (EN) R. Hugg | Widzów: 3672 Sędzia główny: Martin Christensen Miroslav Stolc Sędziowie liniowi: Eric Cattaneo Michael Stalder |
| Godzina: 16:30 | 16 min. kar                                    |                 | 41 min. kar                                                                                                 | Widzów: 3672 Sędzia główny: Martin Christensen Miroslav Stolc Sędziowie liniowi: Eric Cattaneo Michael Stalder |

| 11 września 2022 | Belfast Giants | 3:2 pk. | HC Oceláři Trzyniec | The SSE Arena, Belfast |

| Szczegóły      | Szczegóły                                                      | Szczegóły                 | Szczegóły                                  | Szczegóły                                                                                             |
| -------------- | -------------------------------------------------------------- | ------------------------- | ------------------------------------------ | --- |
| Godzina: 17:00 | W. Cullen (EQ) 09:08 S. Conway (PP) 29:45 M. Cooper (SO) 65:00 | (1:0, 1:0, 0:2, 0:0, 1:0) | 50:10 (EQ) P. Vrána 57:39 (EQ) T. Marcinko | Widzów: 3102 Sędzia główny: Gordon Schukies Andrew Dalton Sędziowie liniowi: Scott Rodger Ryan Fraley |
| Godzina: 17:00 | 31 min. kar                                                    |                           | 10 min. kar                                | Widzów: 3102 Sędzia główny: Gordon Schukies Andrew Dalton Sędziowie liniowi: Scott Rodger Ryan Fraley |

| 4 października 2022 | HC Davos | 4:0 | HC Oceláři Trzyniec | Eisstadion Davos, Davos |

| Szczegóły      | Szczegóły                                                                                | Szczegóły       | Szczegóły  | Szczegóły                                                                                              |
| -------------- | ---------------------------------------------------------------------------------------- | --------------- | ---------- | --- |
| Godzina: 19:45 | C.-C. Paschoud (EQ) 07:27 E. Corvi (EQ) 09:57 J. Schmutz (EQ) 24:11 D. Wieser (PP) 30:26 | (2:0, 2:0, 0:0) |            | Widzów: 3536 Sędzia główny: Tobias Björk Micha Hebeisen Sędziowie liniowi: David Obwegeser Thomas Wolf |
| Godzina: 19:45 | 4 min. kar                                                                               |                 | 6 min. kar | Widzów: 3536 Sędzia główny: Tobias Björk Micha Hebeisen Sędziowie liniowi: David Obwegeser Thomas Wolf |

| 4 października 2022 | Belfast Giants | 2:4 | Skellefteå AIK | The SSE Arena, Belfast |

| Szczegóły      | Szczegóły                              | Szczegóły       | Szczegóły                                                                                   | Szczegóły                                                                                               |
| -------------- | -------------------------------------- | --------------- | ------------------------------------------------------------------------------------------- | --- |
| Godzina: 20:00 | S. Owre (SH) 20:16 S. Ruopp (EQ) 22:20 | (0:1, 2:0, 0:3) | 16:17 (PP) M. Lindholm 47:50 (EQ) F. Sandberg 57:03 (EQ) A. Wingerli 58:40 (EN) A. Wingerli | Widzów: 2647 Sędzia główny: Michał Baca Andrew Dalton Sędziowie liniowi: Scott Rodger Nathan Carmichael |
| Godzina: 20:00 | 10 min. kar                            |                 | 4 min. kar                                                                                  | Widzów: 2647 Sędzia główny: Michał Baca Andrew Dalton Sędziowie liniowi: Scott Rodger Nathan Carmichael |

| 11 października 2022 | HC Oceláři Trzyniec | 4:3 | HC Davos | Werk Arena, Trzyniec |

| Szczegóły      | Szczegóły                                                                                      | Szczegóły       | Szczegóły                                                   | Szczegóły                                                                                             |
| -------------- | ---------------------------------------------------------------------------------------------- | --------------- | ----------------------------------------------------------- | --- |
| Godzina: 17:30 | A. Łyszczarczyk (EQ) 11:13 L. Hudáček (EQ) 22:41 J. Jeřábek (EQ) 32:52 D. Voženílek (EQ) 58:00 | (1:1, 2:2, 1:0) | 15:13 (EQ) R. Prassl 20:39 (EQ) E. Corvi 38:28 (EQ) S. Knak | Widzów: 1732 Sędzia główny: Ladislav Smetana Roman Mrkva Sędziowie liniowi: Lukáš Rampír Daniel Hynek |
| Godzina: 17:30 | 6 min. kar                                                                                     |                 | 2 min. kar                                                  | Widzów: 1732 Sędzia główny: Ladislav Smetana Roman Mrkva Sędziowie liniowi: Lukáš Rampír Daniel Hynek |

| 11 października 2022 | Skellefteå AIK | 4:1 | Belfast Giants | Skellefteå Kraft Arena, Skellefteå |

| Szczegóły      | Szczegóły                                                                                  | Szczegóły       | Szczegóły             | Szczegóły |
| -------------- | ------------------------------------------------------------------------------------------ | --------------- | --------------------- | --- |
| Godzina: 19:05 | O. Möller (PP) 19:01 F. Sandberg (EQ) 27:30 L. Lindström (PP) 42:21 F. Sandberg (PP) 49:47 | (1:0, 1:1, 2:0) | 25:11 (EQ) C. McAuley | Widzów: 2594 Sędzia główny: Roy Stian Hansen Christoffer Holm Sędziowie liniowi: Emil Yletyinen Tobias Nordlander |
| Godzina: 19:05 | 8 min. kar                                                                                 |                 | 18 min. kar           | Widzów: 2594 Sędzia główny: Roy Stian Hansen Christoffer Holm Sędziowie liniowi: Emil Yletyinen Tobias Nordlander |

## Faza pucharowa

### Rozstawienie
Po zakończeniu sezonu zasadniczego 16 zespołów zapewniło sobie start w fazie pucharowej. Wśród nich znalazło się po dwie drużyny z każdej z grup. Zwycięzcy grup zostali rozstawieni podczas losowania 1/8 finału. W dalszych rundach nie występuje rozstawienie.
Pierwsza runda rozpocznie się 15 listopada 2022, zaś zakończenie rywalizacji odbędzie się w finałowym spotkaniu 18 lutego 2023.
| Grupa | Zwycięzcy grup (Rozstawieni) | Wicemistrzowie grup (Nierozstawieni) |
| ----- | ---------------------------- | ------------------------------------ |
| A     | Luleå HF                     | Jukurit                              |
| B     | EV Zug                       | Grizzlys Wolfsburg                   |
| C     | Tappara                      | EHC Red Bull Monachium               |
| D     | Rögle BK                     | ZSC Lions                            |
| E     | HC Fribourg-Gottéron         | EC Red Bull Salzburg                 |
| F     | Straubing Tigers             | Färjestad BK                         |
| G     | Mountfield Hradec Králové    | Frölunda HC                          |
| H     | Skellefteå AIK               | HC Davos                             |

### Drabinka
Po zakończeniu sezonu zasadniczego rozpoczęła się walka o mistrzostwo ligi w fazie pucharowej, która rozgrywana zostanie w czterech rundach. Drużyna, która zajęła wyższe miejsce w sezonie zasadniczym w nagrodę zostaje gospodarzem rewanżowego meczu. Trzy rundy rozgrywane są w formule mecz-rewanż, zaś finał rozgrywany jest na lodowisku lepszej drużyny fazy grupowej. Jeżeli w rezultacie dwumeczu wystąpi remis, zostanie rozegrana 10 minutowa dogrywka, jeżeli w tym czasie nie padnie bramka rozegrane zostaną rzuty karne. W finale jeżeli w regulaminowym czasie nie padnie bramka, zostanie rozegrana 20 minutowa dogrywka, a w razie braku rozstrzygnięcia rzuty karne.
|  |                           |                           |             |             |            |   |   |                           |                           |              |              |              |  |  |           |           |           |           |           |  |  |       |       |       |
|  | 1/8 finału                | 1/8 finału                | 1/8 finału  | 1/8 finału  | 1/8 finału |   |   | Ćwierćfinały              | Ćwierćfinały              | Ćwierćfinały | Ćwierćfinały | Ćwierćfinały |  |  | Półfinały | Półfinały | Półfinały | Półfinały | Półfinały |  |  | Finał | Finał | Finał |
|  | 1/8 finału                | 1/8 finału                | 1/8 finału  | 1/8 finału  | 1/8 finału |   |   | Ćwierćfinały              | Ćwierćfinały              | Ćwierćfinały | Ćwierćfinały | Ćwierćfinały |  |  | Półfinały | Półfinały | Półfinały | Półfinały | Półfinały |  |  | Finał | Finał | Finał |
|  |                           |                           |             |             |            |   |   |                           |                           |              |              |              |  |  |           |           |           |           |           |  |  |       |       |       |
|  |                           |                           |             |             |            |   |   |                           |                           |              |              |              |  |  |           |           |           |           |           |  |  |       |       |       |
|  | Färjestad BK              | Färjestad BK              | 4           | 2           | 6          |   |   |                           |                           |              |              |              |  |  |           |           |           |           |           |  |  |       |       |       |
|  | Färjestad BK              | Färjestad BK              | 4           | 2           | 6          |   |   |                           |                           |              |              |              |  |  |           |           |           |           |           |  |  |       |       |       |
|  | Mountfield Hradec Králové | Mountfield Hradec Králové | 3           | 4           | 7          |   |   |                           |                           |              |              |              |  |  |           |           |           |           |           |  |  |       |       |       |
|  | Mountfield Hradec Králové | Mountfield Hradec Králové | 3           | 4           | 7          |   |   | Mountfield Hradec Králové | Mountfield Hradec Králové | 2            | 1            | 3            |  |  |           |           |           |           |           |  |  |       |       |       |
|  |                           |                           |             |             |            |   |   | Mountfield Hradec Králové | Mountfield Hradec Králové | 2            | 1            | 3            |  |  |           |           |           |           |           |  |  |       |       |       |
|  |                           |                           | EV Zug      | EV Zug      | 2          | 2 | 4 |                           |                           |              |              |              |  |  |           |           |           |           |           |  |  |       |       |       |
|  | EHC Red Bull Monachium    | EHC Red Bull Monachium    | EV Zug      | EV Zug      | 2          | 2 | 4 | 1                         | 1                         | 2            |              |              |  |  |           |           |           |           |           |  |  |       |       |       |
|  | EHC Red Bull Monachium    | EHC Red Bull Monachium    |             |             |            |   |   |                           |                           | 2            |              |              |  |  |           |           |           |           |           |  |  |       |       |       |
|  | EV Zug                    | EV Zug                    | 5           | 5           | 10         |   |   |                           |                           |              |              |              |  |  |           |           |           |           |           |  |  |       |       |       |
|  | EV Zug                    | EV Zug                    | 5           | 5           | 10         |   |   | EV Zug                    | EV Zug                    | 0            | 2            | 2            |  |  |           |           |           |           |           |  |  |       |       |       |
|  |                           |                           |             |             |            |   |   |                           |                           |              |              |              |  |  |           |           |           |           |           |  |  |       |       |       |
|  |                           |                           | Tappara     | Tappara     | 2          | 3 | 5 |                           |                           |              |              |              |  |  |           |           |           |           |           |  |  |       |       |       |
|  | EC Red Bull Salzburg      | EC Red Bull Salzburg      | Tappara     | Tappara     | 2          | 3 | 5 | 3                         | 1                         | 4            |              |              |  |  |           |           |           |           |           |  |  |       |       |       |
|  | EC Red Bull Salzburg      | EC Red Bull Salzburg      |             |             |            |   |   |                           |                           | 4            |              |              |  |  |           |           |           |           |           |  |  |       |       |       |
|  | Rögle BK                  | Rögle BK                  | 1           | 5           | 6          |   |   |                           |                           |              |              |              |  |  |           |           |           |           |           |  |  |       |       |       |
|  | Rögle BK                  | Rögle BK                  | 1           | 5           | 6          |   |   | Rögle BK                  | Rögle BK                  | 3            | 1            | 4            |  |  |           |           |           |           |           |  |  |       |       |       |
|  |                           |                           |             |             |            |   |   | Rögle BK                  | Rögle BK                  | 3            | 1            | 4            |  |  |           |           |           |           |           |  |  |       |       |       |
|  |                           |                           | Tappara     | Tappara     | 2          | 5 | 7 |                           |                           |              |              |              |  |  |           |           |           |           |           |  |  |       |       |       |
|  | HC Davos                  | HC Davos                  | Tappara     | Tappara     | 2          | 5 | 7 | 0                         | 2                         | 2            |              |              |  |  |           |           |           |           |           |  |  |       |       |       |
|  | HC Davos                  | HC Davos                  |             |             |            |   |   |                           |                           | 2            |              |              |  |  |           |           |           |           |           |  |  |       |       |       |
|  | Tappara                   | Tappara                   | 1           | 2           | 3          |   |   |                           |                           |              |              |              |  |  |           |           |           |           |           |  |  |       |       |       |
|  | Tappara                   | Tappara                   | 1           | 2           | 3          |   |   | Tappara                   | Tappara                   | 3            |              |              |  |  |           |           |           |           |           |  |  |       |       |       |
|  |                           |                           |             |             |            |   |   |                           |                           |              |              |              |  |  |           |           |           |           |           |  |  |       |       |       |
|  |                           |                           | Luleå HF    | Luleå HF    | 2          |   |   |                           |                           |              |              |              |  |  |           |           |           |           |           |  |  |       |       |       |
|  | Jukurit                   | Jukurit                   | Luleå HF    | Luleå HF    | 2          | 1 | 2 | 3                         |                           |              |              |              |  |  |           |           |           |           |           |  |  |       |       |       |
|  | Jukurit                   | Jukurit                   |             |             |            |   |   |                           |                           |              |              |              |  |  |           |           |           |           |           |  |  |       |       |       |
|  | HC Fribourg-Gottéron      | HC Fribourg-Gottéron      | 1           | 1           | 2          |   |   |                           |                           |              |              |              |  |  |           |           |           |           |           |  |  |       |       |       |
|  | HC Fribourg-Gottéron      | HC Fribourg-Gottéron      | 1           | 1           | 2          |   |   | Jukurit                   | Jukurit                   | 1            | 1            | 2            |  |  |           |           |           |           |           |  |  |       |       |       |
|  |                           |                           |             |             |            |   |   | Jukurit                   | Jukurit                   | 1            | 1            | 2            |  |  |           |           |           |           |           |  |  |       |       |       |
|  |                           |                           | Luleå HF    | Luleå HF    | 5          | 3 | 8 |                           |                           |              |              |              |  |  |           |           |           |           |           |  |  |       |       |       |
|  | Grizzlys Wolfsburg        | Grizzlys Wolfsburg        | Luleå HF    | Luleå HF    | 5          | 3 | 8 | 2                         | 1                         | 3            |              |              |  |  |           |           |           |           |           |  |  |       |       |       |
|  | Grizzlys Wolfsburg        | Grizzlys Wolfsburg        |             |             |            |   |   |                           |                           | 3            |              |              |  |  |           |           |           |           |           |  |  |       |       |       |
|  | Luleå HF                  | Luleå HF                  | 3           | 2           | 5          |   |   |                           |                           |              |              |              |  |  |           |           |           |           |           |  |  |       |       |       |
|  | Luleå HF                  | Luleå HF                  | 3           | 2           | 5          |   |   | Luleå HF                  | Luleå HF                  | 2            | 4            | 6            |  |  |           |           |           |           |           |  |  |       |       |       |
|  |                           |                           |             |             |            |   |   |                           |                           |              |              |              |  |  |           |           |           |           |           |  |  |       |       |       |
|  |                           |                           | Frölunda HC | Frölunda HC | 2          | 3 | 5 |                           |                           |              |              |              |  |  |           |           |           |           |           |  |  |       |       |       |
|  | ZSC Lions                 | ZSC Lions                 | Frölunda HC | Frölunda HC | 2          | 3 | 5 | 4                         | 1                         | 5            |              |              |  |  |           |           |           |           |           |  |  |       |       |       |
|  | ZSC Lions                 | ZSC Lions                 |             |             |            |   |   |                           |                           | 5            |              |              |  |  |           |           |           |           |           |  |  |       |       |       |
|  | Skellefteå AIK            | Skellefteå AIK            | 5           | 4           | 9          |   |   |                           |                           |              |              |              |  |  |           |           |           |           |           |  |  |       |       |       |
|  | Skellefteå AIK            | Skellefteå AIK            | 5           | 4           | 9          |   |   | Skellefteå AIK            | Skellefteå AIK            | 1            | 2            | 3            |  |  |           |           |           |           |           |  |  |       |       |       |
|  |                           |                           |             |             |            |   |   | Skellefteå AIK            | Skellefteå AIK            | 1            | 2            | 3            |  |  |           |           |           |           |           |  |  |       |       |       |
|  |                           |                           | Frölunda HC | Frölunda HC | 0          | 4 | 4 |                           |                           |              |              |              |  |  |           |           |           |           |           |  |  |       |       |       |
|  | Frölunda HC               | Frölunda HC               | Frölunda HC | Frölunda HC | 0          | 4 | 4 | 4                         | 3                         | 7            |              |              |  |  |           |           |           |           |           |  |  |       |       |       |
|  | Frölunda HC               | Frölunda HC               |             |             |            |   |   |                           |                           | 7            |              |              |  |  |           |           |           |           |           |  |  |       |       |       |
|  | Straubing Tigers          | Straubing Tigers          | 0           | 2           | 2          |   |   |                           |                           |              |              |              |  |  |           |           |           |           |           |  |  |       |       |       |
|  | Straubing Tigers          | Straubing Tigers          | 0           | 2           | 2          |   |   |                           |                           |              |              |              |  |  |           |           |           |           |           |  |  |       |       |       |
|  |                           |                           |             |             |            |   |   |                           |                           |              |              |              |  |  |           |           |           |           |           |  |  |       |       |       |

### 1/8 finału
Mecze tej fazy rozgrywek odbyły się w dniach 15-16 oraz 22-23 listopada 2022 roku.
| 15 listopada 2022 | Grizzlys Wolfsburg | 2:3 | Luleå HF | Eis Arena Wolfsburg, Wolfsburg |

| Szczegóły      | Szczegóły                                        | Szczegóły       | Szczegóły                                                         | Szczegóły                                                                                     |
| -------------- | ------------------------------------------------ | --------------- | ----------------------------------------------------------------- | --------------------------------------------------------------------------------------------- |
| Godzina: 18:00 | D. Archibald (EQ) 17:18 J.-C. Beaudin (EQ) 52:55 | (1:2, 0:0, 1:1) | 03:38 (PP) B. Shinnimin 07:46 (EQ) K. Komarek 47:23 (EQ) J. Honka | Widzów: 1812 Sędzia główny: Jan Hribik Michał Baca Sędziowie liniowi: Kai Jürgens Wayne Gerth |
| Godzina: 18:00 | 12 min. kar                                      |                 | 4 min. kar                                                        | Widzów: 1812 Sędzia główny: Jan Hribik Michał Baca Sędziowie liniowi: Kai Jürgens Wayne Gerth |

| 15 listopada 2022 | Jukurit | 1:1 | HC Fribourg-Gottéron | Ikioma Arena, Mikkeli |

| Szczegóły      | Szczegóły              | Szczegóły       | Szczegóły               | Szczegóły |
| -------------- | ---------------------- | --------------- | ----------------------- | --- |
| Godzina: 18:00 | J. Aaltonen (EQ) 11:38 | (1:0, 0:1, 0:0) | 23:16 (EQ) R. Gunderson | Widzów: 2331 Sędzia główny: Mikael Nord Christian Bo Persson Sędziowie liniowi: Onni Hautamaki Lauri Nikulainen |
| Godzina: 18:00 | 4 min. kar             |                 | 6 min. kar              | Widzów: 2331 Sędzia główny: Mikael Nord Christian Bo Persson Sędziowie liniowi: Onni Hautamaki Lauri Nikulainen |

| 15 listopada 2022 | Frölunda HC | 4:0 | Straubing Tigers | Frölundaborg, Göteborg |

| Szczegóły      | Szczegóły                                                                                            | Szczegóły       | Szczegóły   | Szczegóły |
| -------------- | --- | --------------- | ----------- | --- |
| Godzina: 18:05 | J. Lundqvist (EQ) 26:39 M. Rosseli Olsen (EQ) 31:41 J. Lundqvist (PP) 39:55 L. D. Nilsson (EQ) 56:57 | (0:0, 3:0, 1:0) |             | Widzów: 1781 Sędzia główny: Lassi Heikkinen Roy Stian Hansen Sędziowie liniowi: Anders Nyqvist Ludvig Lundgren |
| Godzina: 18:05 | 6 min. kar                                                                                           |                 | 18 min. kar | Widzów: 1781 Sędzia główny: Lassi Heikkinen Roy Stian Hansen Sędziowie liniowi: Anders Nyqvist Ludvig Lundgren |

| 15 listopada 2022 | Färjestad BK | 4:3 | Mountfield Hradec Králové | Löfbergs Arena, Karlstad |

| Szczegóły      | Szczegóły                                                                           | Szczegóły       | Szczegóły                                                            | Szczegóły |
| -------------- | ----------------------------------------------------------------------------------- | --------------- | -------------------------------------------------------------------- | --- |
| Godzina: 18:05 | J. Nygård (EQ) 02:29 M. Nilsson (EQ) 30:36 R. Elie (EQ) 33:11 J. Nyström (PP) 44:17 | (1:1, 2:2, 1:0) | 03:43 (EQ) G. McCormack 24:44 (EQ) M. Štohanzl 30:15 (EQ) Z. Doležal | Widzów: 1637 Sędzia główny: Daniel Stricker Martin Christensen Sędziowie liniowi: Peter Almerstedt Gustav Jonsson |
| Godzina: 18:05 | 8 min. kar                                                                          |                 | 6 min. kar                                                           | Widzów: 1637 Sędzia główny: Daniel Stricker Martin Christensen Sędziowie liniowi: Peter Almerstedt Gustav Jonsson |

| 15 listopada 2022 | EHC Red Bull Monachium | 1:5 | EV Zug | Olympia-Eisstadion, Monachium |

| Szczegóły      | Szczegóły              | Szczegóły       | Szczegóły | Szczegóły                                                                                             |
| -------------- | ---------------------- | --------------- | --- | --- |
| Godzina: 19:30 | F. Varejcka (EQ) 44:33 | (0:3, 0:2, 1:0) | 06:45 (PP) S. Senteler 07:10 (EQ) D. Simion 13:06 (EQ) P. Cehlárik 22:16 (EQ) S. Senteler 27:24 (EQ) P. Cehlárik | Widzów: 4283 Sędzia główny: Jakub Šindel Andrew Dalton Sędziowie liniowi: Joshua Römer Tobias Schwenk |
| Godzina: 19:30 | 6 min. kar             |                 | 6 min. kar | Widzów: 4283 Sędzia główny: Jakub Šindel Andrew Dalton Sędziowie liniowi: Joshua Römer Tobias Schwenk |

| 15 listopada 2022 | HC Davos | 0:1 | Tappara | Eisstadion Davos, Davos |

| Szczegóły      | Szczegóły  | Szczegóły       | Szczegóły             | Szczegóły                                                                                              |
| -------------- | ---------- | --------------- | --------------------- | --- |
| Godzina: 19:45 |            | (0:0, 0:1, 0:0) | 32:15 (SH) P. Puhakka | Widzów: 1389 Sędzia główny: Marcus Linde Andrea Moschen Sędziowie liniowi: David Obwegeser Dario Fuchs |
| Godzina: 19:45 | 2 min. kar |                 | 4 min. kar            | Widzów: 1389 Sędzia główny: Marcus Linde Andrea Moschen Sędziowie liniowi: David Obwegeser Dario Fuchs |

| 15 listopada 2022 | EC Red Bull Salzburg | 3:1 | Rögle BK | Eisarena Salzburg, Salzburg |

| Szczegóły      | Szczegóły                                                         | Szczegóły       | Szczegóły             | Szczegóły                                                                                                 |
| -------------- | ----------------------------------------------------------------- | --------------- | --------------------- | --- |
| Godzina: 20:20 | D. Robertson (EQ) 28:57 M. Huber (PP) 44:55 B. Nissner (EQ) 58:18 | (0:0, 1:1, 2:0) | 38:42 (PP) L. Larsson | Widzów: 2745 Sędzia główny: Marian Rohatsch Gregor Rezek Sędziowie liniowi: David Nothegger Elias Seewald |
| Godzina: 20:20 | 8 min. kar                                                        |                 | 6 min. kar            | Widzów: 2745 Sędzia główny: Marian Rohatsch Gregor Rezek Sędziowie liniowi: David Nothegger Elias Seewald |

| 16 listopada 2022 | Skellefteå AIK | 5:4 | ZSC Lions | Skellefteå Kraft Arena, Skellefteå |

| Szczegóły      | Szczegóły | Szczegóły       | Szczegóły                                                                                | Szczegóły |
| -------------- | --- | --------------- | ---------------------------------------------------------------------------------------- | --- |
| Godzina: 19:05 | J. Lindström (PP) 06:13 F. Sandberg (PP) 12:07 F. Sandberg (EQ) 32:49 P. Lindholm (PP) 44:42 J. Lindström (EQ) 48:03 | (2:2, 1:2, 2:0) | 05:49 (SH) R. Schappi 13:53 (PP) W. Riedi 29:43 (SH) A. Texier 36:30 (PP) D. Hollenstein | Widzów: 2712 Sędzia główny: Mikko Kaukokari Tomáš Hronský Sędziowie liniowi: Emil Yletyinen Tobias Nordlander |
| Godzina: 19:05 | 14 min. kar |                 | 41 min. kar                                                                              | Widzów: 2712 Sędzia główny: Mikko Kaukokari Tomáš Hronský Sędziowie liniowi: Emil Yletyinen Tobias Nordlander |

| 22 listopada 2022 | Mountfield Hradec Králové | 4:2 pd. | Färjestad BK | ČPP Aréna, Hradec Králové |

| Szczegóły      | Szczegóły                                                                         | Szczegóły            | Szczegóły                                    | Szczegóły                                                                                         |
| -------------- | --------------------------------------------------------------------------------- | -------------------- | -------------------------------------------- | ------------------------------------------------------------------------------------------------- |
| Godzina: 17:30 | K. Klíma (EQ) 04:13 L. Cingeľ (PP) 07:43 R. Pilař (EQ) 28:06 L. Cingeľ (EQ) 67:06 | (2:0, 1:1, 0:1, 1:0) | 36:23 (EQ) O. Lawner 53:37 (PP) M. Lindqvist | Widzów: 3111 Sędzia główny: Ladislav Smetana Marek Žák Sędziowie liniowi: Josef Špůr Daniel Hynek |
| Godzina: 17:30 | 6 min. kar                                                                        |                      | 6 min. kar                                   | Widzów: 3111 Sędzia główny: Ladislav Smetana Marek Žák Sędziowie liniowi: Josef Špůr Daniel Hynek |

| 22 listopada 2022 | Tappara | 2:2 | HC Davos | Nokia Arena, Tampere |

| Szczegóły      | Szczegóły                                    | Szczegóły       | Szczegóły                               | Szczegóły                                                                                                  |
| -------------- | -------------------------------------------- | --------------- | --------------------------------------- | --- |
| Godzina: 18:00 | V. Kemiläinen (EQ) 44:25 O. Luoto (EQ) 44:49 | (0:0, 0:1, 2:1) | 38:27 (EQ) E. Corvi 48:47 (SH) E. Corvi | Widzów: 5117 Sędzia główny: Gordon Schukies Trpimir Piragić Sędziowie liniowi: Tommi Niittylä Joni Pekkala |
| Godzina: 18:00 | 6 min. kar                                   |                 | 10 min. kar                             | Widzów: 5117 Sędzia główny: Gordon Schukies Trpimir Piragić Sędziowie liniowi: Tommi Niittylä Joni Pekkala |

| 22 listopada 2022 | Luleå HF | 2:1 | Grizzlys Wolfsburg | Coop Norrbotten Arena, Luleå |

| Szczegóły      | Szczegóły                                      | Szczegóły       | Szczegóły            | Szczegóły                                                                                                 |
| -------------- | ---------------------------------------------- | --------------- | -------------------- | --- |
| Godzina: 18:05 | K. Komarek (PP) 47:07 O. Engsund (SH-EN) 59:59 | (0:0, 0:1, 2:0) | 30:56 (EQ) T. Morley | Widzów: 2780 Sędzia główny: Joonas Kova Lukas Kohlmüller Sędziowie liniowi: Emil Yletyinen Daniel Persson |
| Godzina: 18:05 | 8 min. kar                                     |                 | 6 min. kar           | Widzów: 2780 Sędzia główny: Joonas Kova Lukas Kohlmüller Sędziowie liniowi: Emil Yletyinen Daniel Persson |

| 22 listopada 2022 | Rögle BK | 5:1 | EC Red Bull Salzburg | Catena Arena, Ängelholm |

| Szczegóły      | Szczegóły | Szczegóły       | Szczegóły           | Szczegóły |
| -------------- | --- | --------------- | ------------------- | --- |
| Godzina: 18:05 | L. Larsson (EQ) 02:27 A. Tambellini (PP) 20:19 O. Tärnström (EQ) 24:34 M. Kasper (PP) 28:57 L. Larsson (PP) 43:12 | (1:0, 3:1, 1:0) | 38:43 (PP) T. Raffl | Widzów: 3443 Sędzia główny: Kristian Vikman Mark Lemelin Sędziowie liniowi: Rickard Nilsson Andréas Svensson |
| Godzina: 18:05 | 8 min. kar |                 | 12 min. kar         | Widzów: 3443 Sędzia główny: Kristian Vikman Mark Lemelin Sędziowie liniowi: Rickard Nilsson Andréas Svensson |

| 22 listopada 2022 | Straubing Tigers | 2:3 | Frölunda HC | Eisstadion am Pulverturm, Straubing |

| Szczegóły      | Szczegóły                                   | Szczegóły       | Szczegóły                                                       | Szczegóły                                                                                                 |
| -------------- | ------------------------------------------- | --------------- | --------------------------------------------------------------- | --- |
| Godzina: 19:30 | B. Manning (EQ) 15:33 M. Brandt (PP2) 28:02 | (1:1, 1:1, 0:1) | 13:34 (EQ) R. Lasch 37:12 (EQ) P. Carlsson 56:22 (EN) F. Dichow | Widzów: 4480 Sędzia główny: Daniel Pražák Jakub Šindel Sędziowie liniowi: Andreas Hofer Marius Wölzmüller |
| Godzina: 19:30 | 33 min. kar                                 |                 | 33 min. kar                                                     | Widzów: 4480 Sędzia główny: Daniel Pražák Jakub Šindel Sędziowie liniowi: Andreas Hofer Marius Wölzmüller |

| 22 listopada 2022 | HC Fribourg-Gottéron | 1:2 pd. | Jukurit | BCF Arena, Fryburg |

| Szczegóły      | Szczegóły             | Szczegóły            | Szczegóły                                    | Szczegóły                                                                                           |
| -------------- | --------------------- | -------------------- | -------------------------------------------- | --------------------------------------------------------------------------------------------------- |
| Godzina: 19:45 | N. Marchon (EQ) 27:59 | (0:0, 1:1, 0:0, 0:1) | 23:42 (EQ) P. Puistola 61:59 (EQ) J. Immonen | Widzów: 4321 Sędzia główny: Linus Öhlund Milan Zrnić Sędziowie liniowi: Thomas Wolf David Obwegeser |
| Godzina: 19:45 | 2 min. kar            |                      | 8 min. kar                                   | Widzów: 4321 Sędzia główny: Linus Öhlund Milan Zrnić Sędziowie liniowi: Thomas Wolf David Obwegeser |

| 22 listopada 2022 | ZSC Lions | 1:4 | Skellefteå AIK | Swiss Life Arena, Zurych |

| Szczegóły      | Szczegóły                  | Szczegóły       | Szczegóły                                                                                  | Szczegóły                                                                                              |
| -------------- | -------------------------- | --------------- | ------------------------------------------------------------------------------------------ | --- |
| Godzina: 19:45 | C. Baltisberger (PP) 30:28 | (0:0, 1:3, 0:1) | 23:47 (PP) F. Sandberg 25:48 (PP) A. Wingerli 37:15 (PP) P. Lindholm 58:43 (EQ-EN) R. Hugg | Widzów: 4015 Sędzia główny: Robin Šír Antonín Jeřábek Sędziowie liniowi: Eric Cattaneo Dominik Altmann |
| Godzina: 19:45 | 10 min. kar                |                 | 8 min. kar                                                                                 | Widzów: 4015 Sędzia główny: Robin Šír Antonín Jeřábek Sędziowie liniowi: Eric Cattaneo Dominik Altmann |

| 23 listopada 2022 | EV Zug | 5:1 | EHC Red Bull Monachium | Bossard Arena, Zug |

| Szczegóły      | Szczegóły | Szczegóły       | Szczegóły           | Szczegóły                                                                                           |
| -------------- | --- | --------------- | ------------------- | --------------------------------------------------------------------------------------------------- |
| Godzina: 19:45 | G. Hofmann (EQ) 00:49 D. Allenspach (EQ) 23:50 F. Herzog (EQ) 29:54 S. Kreis (PP) 33:05 Y. Zehnder (PP) 46:02 | (1:1, 3:0, 1:0) | 11:56 (EQ) B. Smith | Widzów: 4497 Sędzia główny: Tobias Björk Peter Stano Sędziowie liniowi: David Obwegeser Dario Fuchs |
| Godzina: 19:45 | 8 min. kar |                 | 35 min. kar         | Widzów: 4497 Sędzia główny: Tobias Björk Peter Stano Sędziowie liniowi: David Obwegeser Dario Fuchs |

### 1/4 finału
Mecze tej fazy rozgrywek odbyły się 6-7 oraz 13 grudnia 2022 roku.
| 6 grudnia 2022 | Rogle BK | 3:2 | Tappara | Catena Arena, Ängelholm |

| Szczegóły      | Szczegóły                                                                | Szczegóły       | Szczegóły                                      | Szczegóły                                                                                                   |
| -------------- | ------------------------------------------------------------------------ | --------------- | ---------------------------------------------- | --- |
| Godzina: 18:05 | O. Pettersson (EQ) 02:27 L. Sandin (SH) 07:41 O. Stål Lyrenäs (EQ) 29:19 | (2:0, 1:0, 0:2) | 48:22 (EQ) N. Ojamäki 52:39 (EQ) V. Kemiläinen | Widzów: 3268 Sędzia główny: Lasse Kopitz Sean MacFarlane Sędziowie liniowi: Andréas Svensson Anders Nyqvist |
| Godzina: 18:05 | 10 min. kar                                                              |                 | 12 min. kar                                    | Widzów: 3268 Sędzia główny: Lasse Kopitz Sean MacFarlane Sędziowie liniowi: Andréas Svensson Anders Nyqvist |

| 6 grudnia 2022 | Luleå HF | 5:1 | Jukurit | Coop Norrbotten Arena, Luleå |

| Szczegóły      | Szczegóły | Szczegóły       | Szczegóły           | Szczegóły |
| -------------- | --- | --------------- | ------------------- | --- |
| Godzina: 19:05 | B. Shinnimin (EQ) 02:08 B. Shinnimin (EQ) 22:47 J. Berglund (EQ) 45:46 I. Brännström (EQ) 51:05 J. Andersson (PP2) 56:36 | (1:0, 1:0, 3:1) | 58:38 (EQ) J. Jurmo | Widzów: 1404 Sędzia główny: Cedric Borga Ladislav Smetana Sędziowie liniowi: Rasmus Strömberg Daniel Persson |
| Godzina: 19:05 | 4 min. kar |                 | 56 min. kar         | Widzów: 1404 Sędzia główny: Cedric Borga Ladislav Smetana Sędziowie liniowi: Rasmus Strömberg Daniel Persson |

| 6 grudnia 2022 | Skellefteå AIK | 1:0 | Frölunda HC | Skellefteå Kraft Arena, Skellefteå |

| Szczegóły      | Szczegóły              | Szczegóły       | Szczegóły  | Szczegóły                                                                                                   |
| -------------- | ---------------------- | --------------- | ---------- | --- |
| Godzina: 19:05 | A. Wingerli (SH) 17:21 | (1:0, 0:0, 0:0) |            | Widzów: 2108 Sędzia główny: Lassi Heikkinen Joonas Kova Sędziowie liniowi: Tobias Nordlander Emil Yletyinen |
| Godzina: 19:05 | 4 min. kar             |                 | 6 min. kar | Widzów: 2108 Sędzia główny: Lassi Heikkinen Joonas Kova Sędziowie liniowi: Tobias Nordlander Emil Yletyinen |

| 7 grudnia 2022 | Mountfield Hradec Králové | 2:2 | EV Zug | ČPP Aréna, Hradec Králové |

| Szczegóły      | Szczegóły                                 | Szczegóły       | Szczegóły                                    | Szczegóły                                                                                              |
| -------------- | ----------------------------------------- | --------------- | -------------------------------------------- | --- |
| Godzina: 17:30 | L. Cingel (EQ) 55:08 M. Zachar (EQ) 56:55 | (0:1, 0:0, 2:1) | 10:39 (EQ) L. Martschini 58:41 (EQ) C. Djoos | Widzów: 3012 Sędzia główny: Sirko Hunnius Manuel Nikolić Sędziowie liniowi: Jiří Ondráček Jiří Svoboda |
| Godzina: 17:30 | 4 min. kar                                |                 | 6 min. kar                                   | Widzów: 3012 Sędzia główny: Sirko Hunnius Manuel Nikolić Sędziowie liniowi: Jiří Ondráček Jiří Svoboda |

| 13 grudnia 2022 | Tappara | 5:1 | Rogle BK | Nokia Arena, Tampere |

| Szczegóły      | Szczegóły | Szczegóły       | Szczegóły             | Szczegóły |
| -------------- | --- | --------------- | --------------------- | --- |
| Godzina: 17:35 | J. Lehterä (EQ) 21:51 V.-M. Savinainen (EQ) 37:15 N. Ojamäki (PP) 53:19 N. Ojamäki (EQ/EN) 58:55 V.-M. Savinainen (EQ/EN) 59:33 | (0:0, 2:1, 3:0) | 38:20 (EQ) A. Edström | Widzów: 4584 Sędzia główny: Michael Tscherrig Marian Rohatsch Sędziowie liniowi: Tommi Niittylä Lauri Nikulainen |
| Godzina: 17:35 | 4 min. kar |                 | 4 min. kar            | Widzów: 4584 Sędzia główny: Michael Tscherrig Marian Rohatsch Sędziowie liniowi: Tommi Niittylä Lauri Nikulainen |

| 13 grudnia 2022 | Jukurit | 1:3 | Luleå HF | Ikioma Arena, Mikkeli |

| Szczegóły      | Szczegóły                 | Szczegóły       | Szczegóły                                                             | Szczegóły                                                                                                  |
| -------------- | ------------------------- | --------------- | --------------------------------------------------------------------- | --- |
| Godzina: 18:05 | J. Piitulainen (PP) 30:09 | (0:2, 1:0, 0:1) | 04:00 (EQ) K. Komarek 17:43 (EQ) B. Shinnimin 48:52 (EQ) J. Tyrväinen | Widzów: 1223 Sędzia główny: André Schrader Miroslav Stolc Sędziowie liniowi: Onni Hautamaki Hannu Sormunen |
| Godzina: 18:05 | 4 min. kar                |                 | 6 min. kar                                                            | Widzów: 1223 Sędzia główny: André Schrader Miroslav Stolc Sędziowie liniowi: Onni Hautamaki Hannu Sormunen |

| 13 grudnia 2022 | Frölunda HC | 4:2 pk. | Skellefteå AIK | Frölundaborg, Göteborg |

| Szczegóły      | Szczegóły                                                                               | Szczegóły                 | Szczegóły                                      | Szczegóły                                                                                                |
| -------------- | --------------------------------------------------------------------------------------- | ------------------------- | ---------------------------------------------- | --- |
| Godzina: 19:05 | A. Borgman (PP) 27:07 J. Nilsson (PP) 30:57 F. Johansson (EQ) 48:20 R. Lasch (SO) 70:00 | (0:0, 2:1, 1:1, 0:0, 1:0) | 28:59 (PP) A. Wingerli 41:04 (EQ) M. Forsfjäll | Widzów: 2953 Sędzia główny: Mark Lemelin Anssi Salonen Sędziowie liniowi: Gustav Jonsson Rickard Nilsson |
| Godzina: 19:05 | 8 min. kar                                                                              |                           | 12 min. kar                                    | Widzów: 2953 Sędzia główny: Mark Lemelin Anssi Salonen Sędziowie liniowi: Gustav Jonsson Rickard Nilsson |

| 13 grudnia 2022 | EV Zug | 2:1 pd. | Mountfield Hradec Králové | Bossard Arena, Zug |

| Szczegóły      | Szczegóły                                      | Szczegóły            | Szczegóły           | Szczegóły                                                                                            |
| -------------- | ---------------------------------------------- | -------------------- | ------------------- | --- |
| Godzina: 19:45 | J. Abdelkader (EQ) 23:15 B. O’Neill (EQ) 63:49 | (0:0, 1:1, 0:0, 1:0) | 27:46 (EQ) A. Jergl | Widzów: 3953 Sędzia główny: Mikael Nord Mikael Sjöqvist Sędziowie liniowi: Eric Cattaneo Dario Fuchs |
| Godzina: 19:45 | 10 min. kar                                    |                      | 8 min. kar          | Widzów: 3953 Sędzia główny: Mikael Nord Mikael Sjöqvist Sędziowie liniowi: Eric Cattaneo Dario Fuchs |

### 1/2 finału
Mecze tej fazy rozgrywek odbędą się 10 oraz 17 stycznia 2023 roku.
| 10 stycznia 2023 | Tappara | 2:0 | EV Zug | Nokia Arena, Tampere |

| Szczegóły      | Szczegóły                                   | Szczegóły       | Szczegóły   | Szczegóły                                                                                        |
| -------------- | ------------------------------------------- | --------------- | ----------- | ------------------------------------------------------------------------------------------------ |
| Godzina: 17:30 | M. Seppälä (EQ) 01:12 N. Ojamäki (PP) 32:20 | (1:0, 1:0, 0:0) |             | Widzów: 5516 Sędzia główny: Mikael Holm Linus Öhlund Sędziowie liniowi: Niko Jusi Tommi Niittylä |
| Godzina: 17:30 | 6 min. kar                                  |                 | 12 min. kar | Widzów: 5516 Sędzia główny: Mikael Holm Linus Öhlund Sędziowie liniowi: Niko Jusi Tommi Niittylä |

| 10 stycznia 2023 | Frölunda HC | 2:2 | Luleå HF | Frölundaborg, Göteborg |

| Szczegóły      | Szczegóły                                   | Szczegóły       | Szczegóły                                  | Szczegóły |
| -------------- | ------------------------------------------- | --------------- | ------------------------------------------ | --- |
| Godzina: 18:05 | A. Borgman (EQ) 07:49 M. Friberg (EQ) 57:16 | (1:0, 0:2, 1:0) | 26:22 (PP) B. Shinnimin 35:16 (EQ) J. Rask | Widzów: 4162 Sędzia główny: Andre Schrader Marian Rohatsch Sędziowie liniowi: Ludvig Lundgren Anders Nyqvist |
| Godzina: 18:05 | 8 min. kar                                  |                 | 12 min. kar                                | Widzów: 4162 Sędzia główny: Andre Schrader Marian Rohatsch Sędziowie liniowi: Ludvig Lundgren Anders Nyqvist |

| 17 stycznia 2023 | Luleå HF | 4:3 pk. | Frölunda HC | Coop Norrbotten Arena, Luleå |

| Szczegóły      | Szczegóły                                                                                        | Szczegóły                 | Szczegóły                                                              | Szczegóły                                                                                                 |
| -------------- | ------------------------------------------------------------------------------------------------ | ------------------------- | ---------------------------------------------------------------------- | --- |
| Godzina: 18:05 | E. Gustafsson (PP) 20:30 J. Sellgren (EQ) 32:21 I. Brännström (EQ) 39:19 B. Shinnimin (SO) 70:00 | (0:0, 3:2, 0:1, 0:0, 1:0) | 27:33 (EQ) F. Johansson 30:10 (EQ) J. Lundqvist 42:52 (EQ) P. Lindbohm | Widzów: 4045 Sędzia główny: Miroslav Stolc Mark Lemelin Sędziowie liniowi: Gustav Jonsson Rickard Nilsson |
| Godzina: 18:05 | 8 min. kar                                                                                       |                           | 4 min. kar                                                             | Widzów: 4045 Sędzia główny: Miroslav Stolc Mark Lemelin Sędziowie liniowi: Gustav Jonsson Rickard Nilsson |

| 17 stycznia 2023 | EV Zug | 2:3 | Tappara | Bossard Arena, Zug |

| Szczegóły      | Szczegóły                               | Szczegóły       | Szczegóły                                                             | Szczegóły                                                                                               |
| -------------- | --------------------------------------- | --------------- | --------------------------------------------------------------------- | --- |
| Godzina: 20:15 | R. Suri (EQ) 15:23 F. Herzog (PP) 40:38 | (1:0, 0:1, 1:2) | 35:18 (EQ) P. Virta 57:50 (SH/EN) P. Puhakka 58:39 (SH/EN) J. Lehterä | Widzów: 5531 Sędzia główny: Tobias Björk Mikael Nord Sędziowie liniowi: Dominik Altmann David Obwegeser |
| Godzina: 20:15 | 0 min. kar                              |                 | 8 min. kar                                                            | Widzów: 5531 Sędzia główny: Tobias Björk Mikael Nord Sędziowie liniowi: Dominik Altmann David Obwegeser |

### Finał
Mecz finałowy odbył się 18 lutego 2023 roku. Gospodarzem meczu była szwedzka Luleå. Mecz rozegrany został w Coop Norrbotten Arena.
| 18 lutego 2023 | Luleå HF | 2:3 | Tappara | Coop Norrbotten Arena, Luleå |

| Szczegóły      | Szczegóły                                              | Szczegóły       | Szczegóły                                                       | Szczegóły |
| -------------- | ------------------------------------------------------ | --------------- | --------------------------------------------------------------- | --- |
| Godzina: 16:20 | E. Gustafsson (PP/EA) 52:04 J. Tyrväinen (EQ/EA) 57:50 | (0:2, 0:0, 2:1) | 01:42 (PP) K. Tanus 07:06 (EQ) N. Ojamäki 41:00 (EQ) J. Lehterä | Widzów: 6150 Sędzia główny: Miroslav Štolc André Schrader Sędziowie liniowi: Marius Wölzmüller Eric Cattaneo |
| Godzina: 16:20 | 10 min. kar                                            |                 | 20 min. kar                                                     | Widzów: 6150 Sędzia główny: Miroslav Štolc André Schrader Sędziowie liniowi: Marius Wölzmüller Eric Cattaneo |